# 日本水陸観光
日本水陸観光株式会社（にほんすいりくかんこう）は、水陸両用車を使った観光ツアーなどを実施する旅行会社である。大阪府知事登録旅行業第2種2439号、社団法人日本旅行業協会・正会員。

## 概要
大阪府大阪市に本社を置く企業であり、グループ企業が所有する7台の水陸両用バスと、2台の水陸両用観光タクシーを使用して、観光ツアーを企画・実施している。
バスを使用するツアーは、陸上での施設見学や、水上でのクルージングを組み合わせたものなどであり、日本各地において行っている。またタクシーを使用するツアーは、大阪市内でのクルージングなどを行うもので、指定場所への送迎に対応している。
使用している7台のバスのうち6台は、いすゞ自動車のトラックを元にして水陸両用バスへ改造したものであり、チャレンジャー号は、米Cool Amphibious Manufacturers International（en）が改造を実施し、LEGEND零ONE号、LEGEND零TWO号、LEGEND零THREE号、LEGEND零FOUR号は、国内で改造を行った。残りの1台のGAIA-SP号は、三菱ふそう製の中型バスである。
また、タクシーの「がいあ号」および「がいあII号」は、ドイツのRMAライナウ製のアンフィレンジャー2800SRを使用している。

## 使用車両
出典

### チャレンジャー号
概要

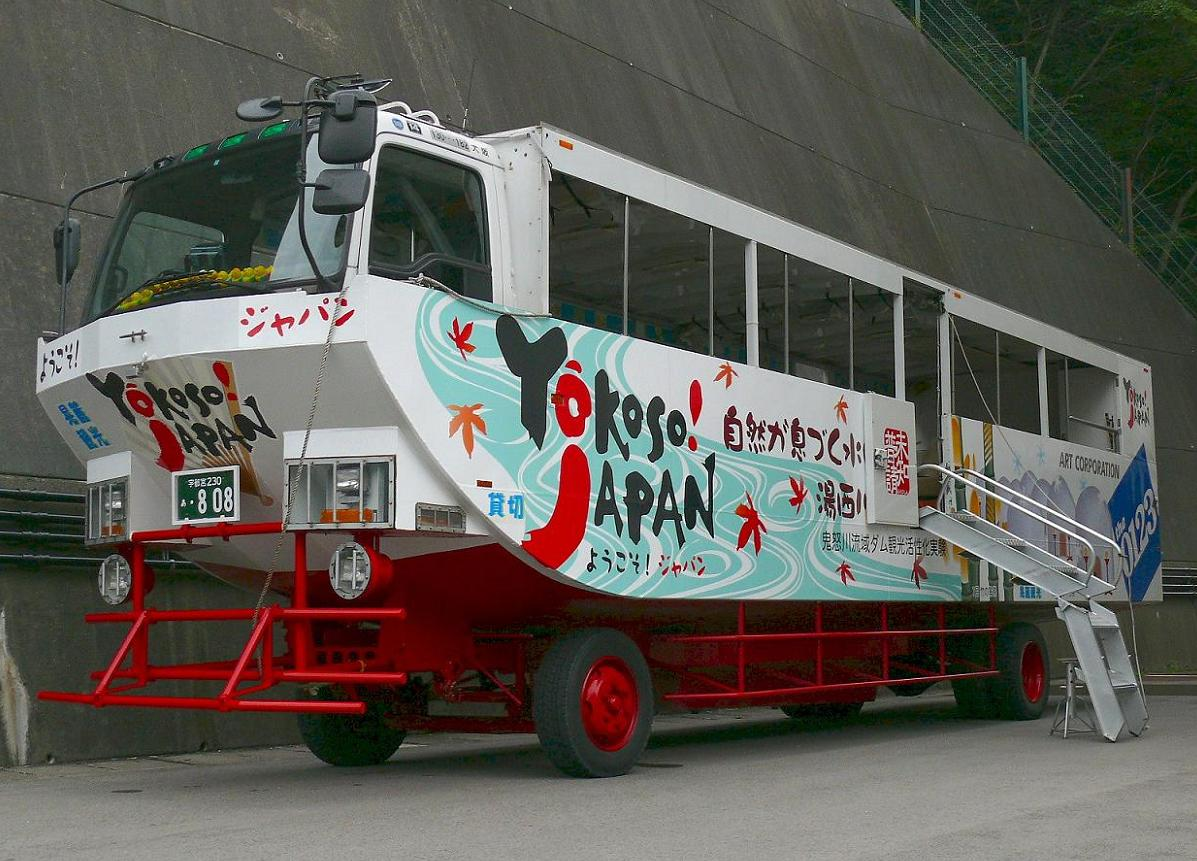
日本初の水陸両用バス・チャレンジャー号、川治ダム管理支所で2007年8月28日に撮影、未知普請号を名乗っていた頃の名残で搭乗口ドアの内側に未知普請のロゴが残っている

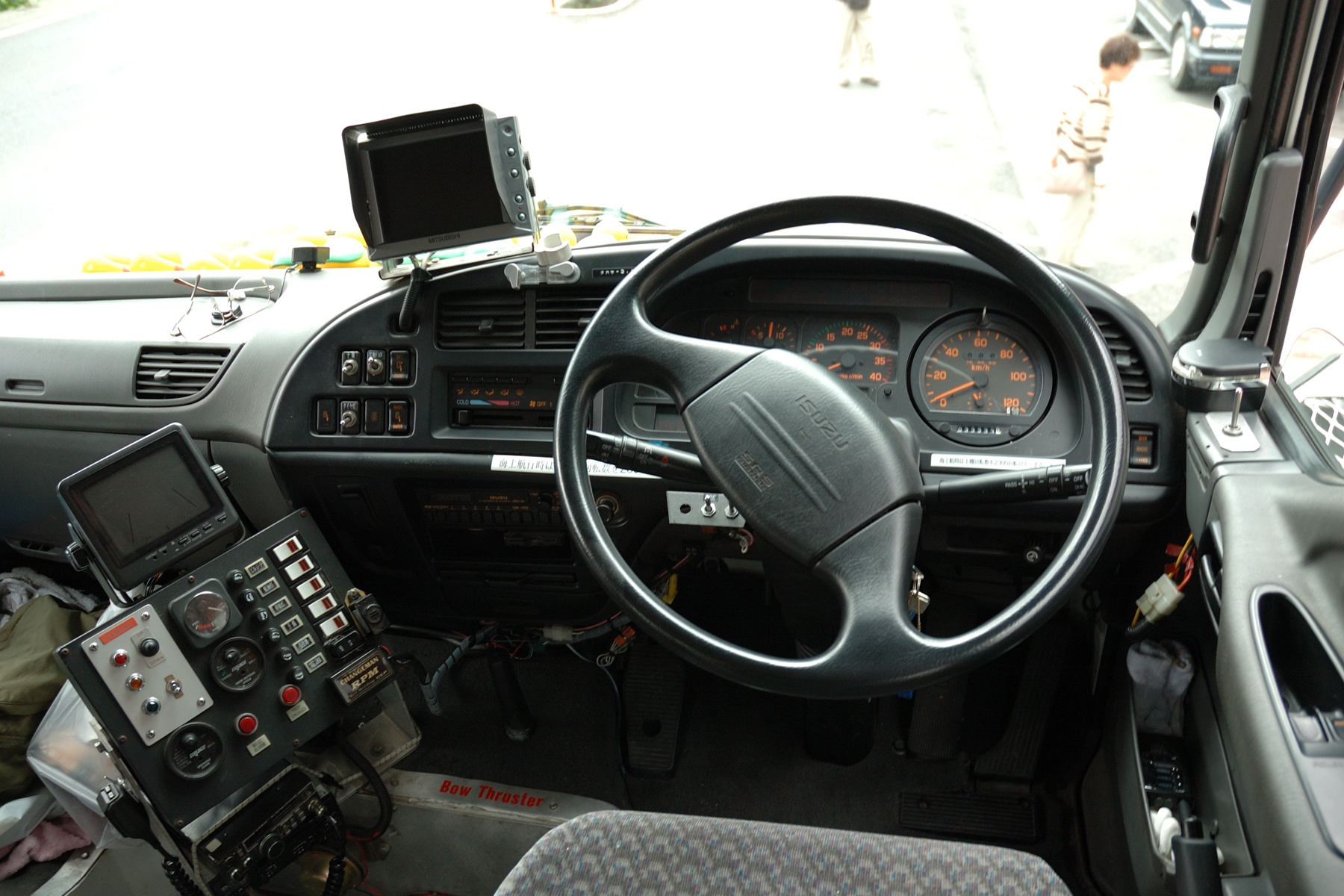
チャレンジャー号の運転席、ハンドル左側はエンジンの水陸切り替えパネル、ハンドル右側は操舵用スティック

2002年7月に竣工した。いすゞ自動車の中型トラック「フォワード」（5.5t級）を元に米国の水陸両用車メーカーであるCAMIが改造した日本初の水陸両用バスであり、車体の購入や改造等の費用に1億円を要した。最大搭載人員は39人で、車体の大きさは全長が約12m、全幅は2.5mとなっており、車高が高く運転手の目線位置で高さ3mになる。水陸兼用のエンジンを1台搭載しており、使用済み天ぷら油を燃料に使用して、最高速度は陸上で120km/h、水上では約8ノットとなっている。

#### 略史
- 2000年8月 ジャパンダック株式会社設立（輸入元）
- 2001年8月 NPO法人「大阪・水かいどう808」設立（企画主体）
- 2002年
  - 7月 横浜港で水揚げ。
  - 9月 近畿運輸局より自動車検査証交付。翌年3月に京都で開催される第3回「世界水フォーラム」のキャラバンカーとして全国11ヶ所を巡り試乗会などを行う全国キャラバンを開始。
  - 11月 近畿運輸局より船舶検査証交付。

- 2003年6月から2005年12月までの間は、名前を未知普請号（みちぶしんごう）として、国土交通省近畿地方整備局が開催したイベントなどで改革プロジェクト「未知普請」の啓発活動を行った。

- 2006年8月19日から9月3日までの間に、体験試乗会の親子ダム探検ツアーで運行される。水陸両用バスとして日本初の許可を受けた旅客不定期航路事業で、道の駅湯西川を出発して五十里ダム資料館見学や川治ダム湖クルージングを行った。参加費は無料で約1,000人が参加した。

- 国土交通省は2007年6月12日、日本で初めてとなる水陸両用バスの営業を許可した。道路運送法および海上運送法に基づく申請を受けて、海上運送法21条1項にもとづく旅客不定期航路事業の許可を行ったのである。これによりNPO法人大阪・水かいどう808等を事業主体として、2007年6月中下旬に大阪市のなんばパークスと大川の間を往復するというルートのツアーが行われた。

- 2007年7月7日から2007年11月10日までの間、国土交通省や地元関係者などで作る鬼怒川流域ダム観光活性化会議が企画して、晃麓観光が運行を担当した「水陸両用バスで行くダム冒険ツアー」で使用された。これは観光目的での集客見込み等の社会実験として、栃木県日光市の川治ダム内部見学とダム湖上クルージングを組み合わせたツアーであり、108日間で409便を運行して合計1万1,136人の乗客が参加した。

- 2007年12月1日以降は、日本水陸観光が企画・実施する大阪ダックツアーで運行されている。シティプラザ大阪を出発地として御堂筋の走行や中之島周辺のクルージングを行うツアーで、ツアー実施期間を限定しない定期運行となる。

- 2009年12月20日に大阪ダックツアーの運行（運航）を終了。
- 2010年1月から諏訪湖探検ダックツアーで運行（運航）を開始。
- 2013年7月14日に諏訪湖探検ダックツアーでの運行（運航）を終了。
- 2014年5月3日から霞ヶ浦ダックツアーで運行（運航）開始

#### ギャラリー

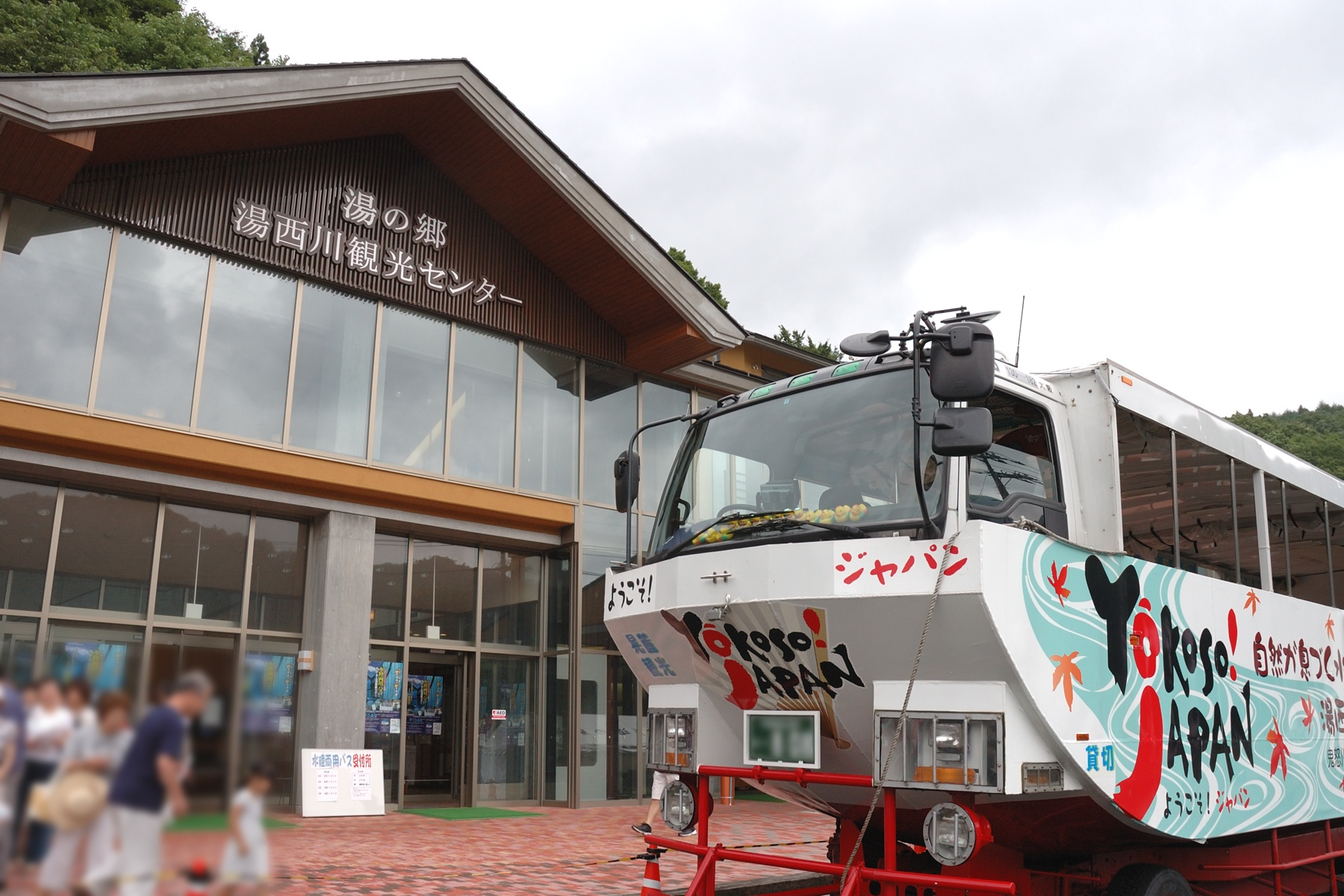
湯の郷湯西川観光センター前に停車しているチャレンジャー号
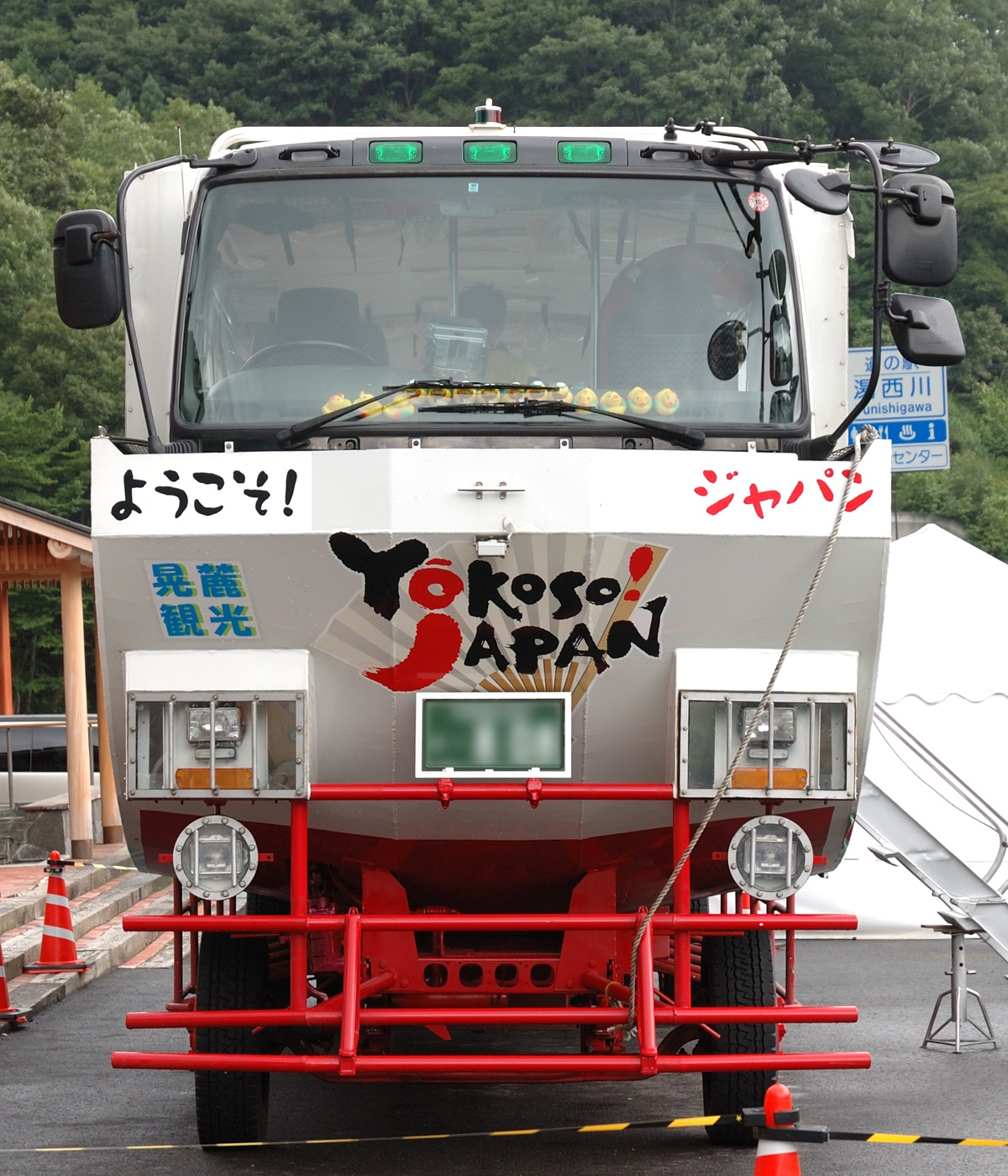
車体正面
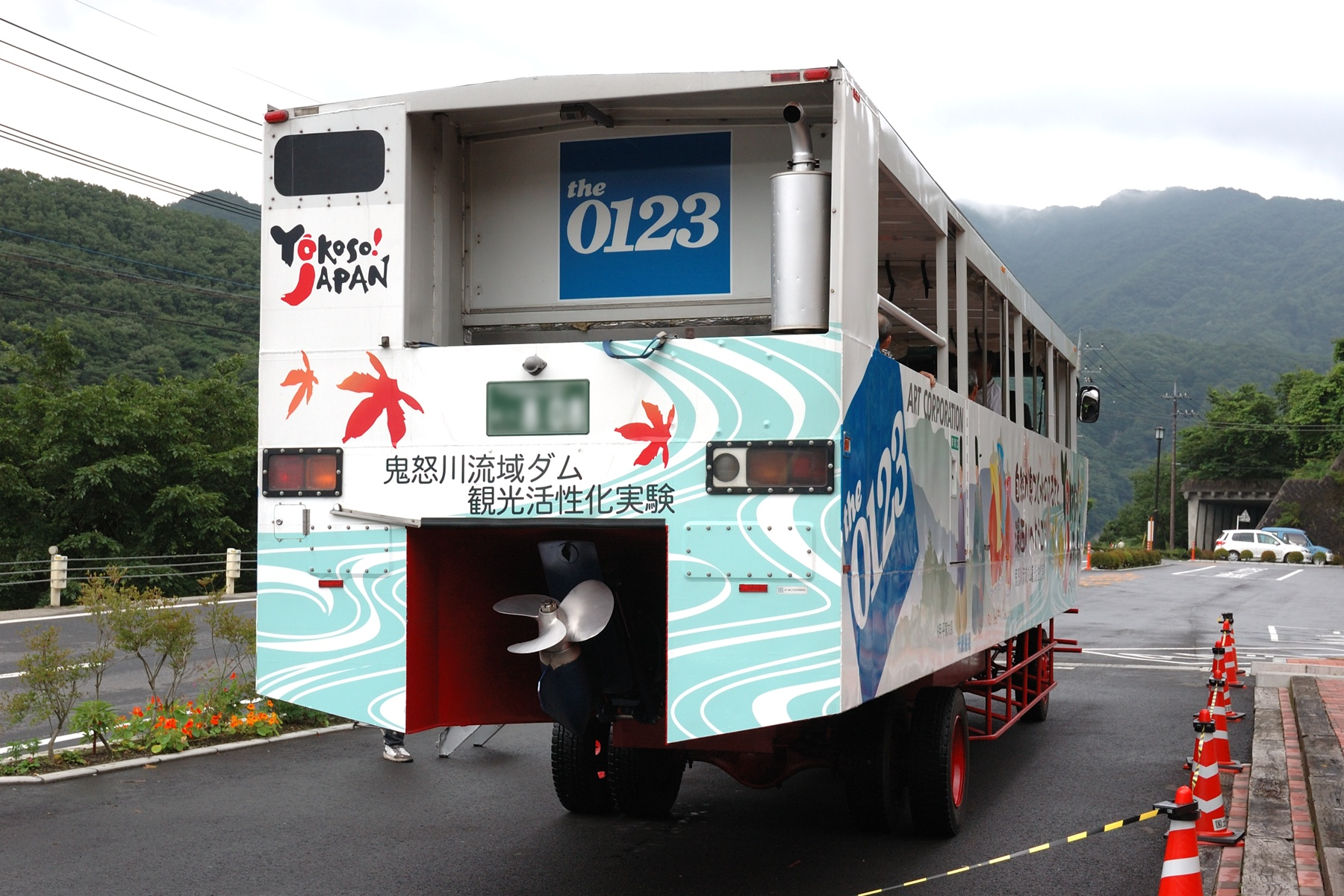
車体後面
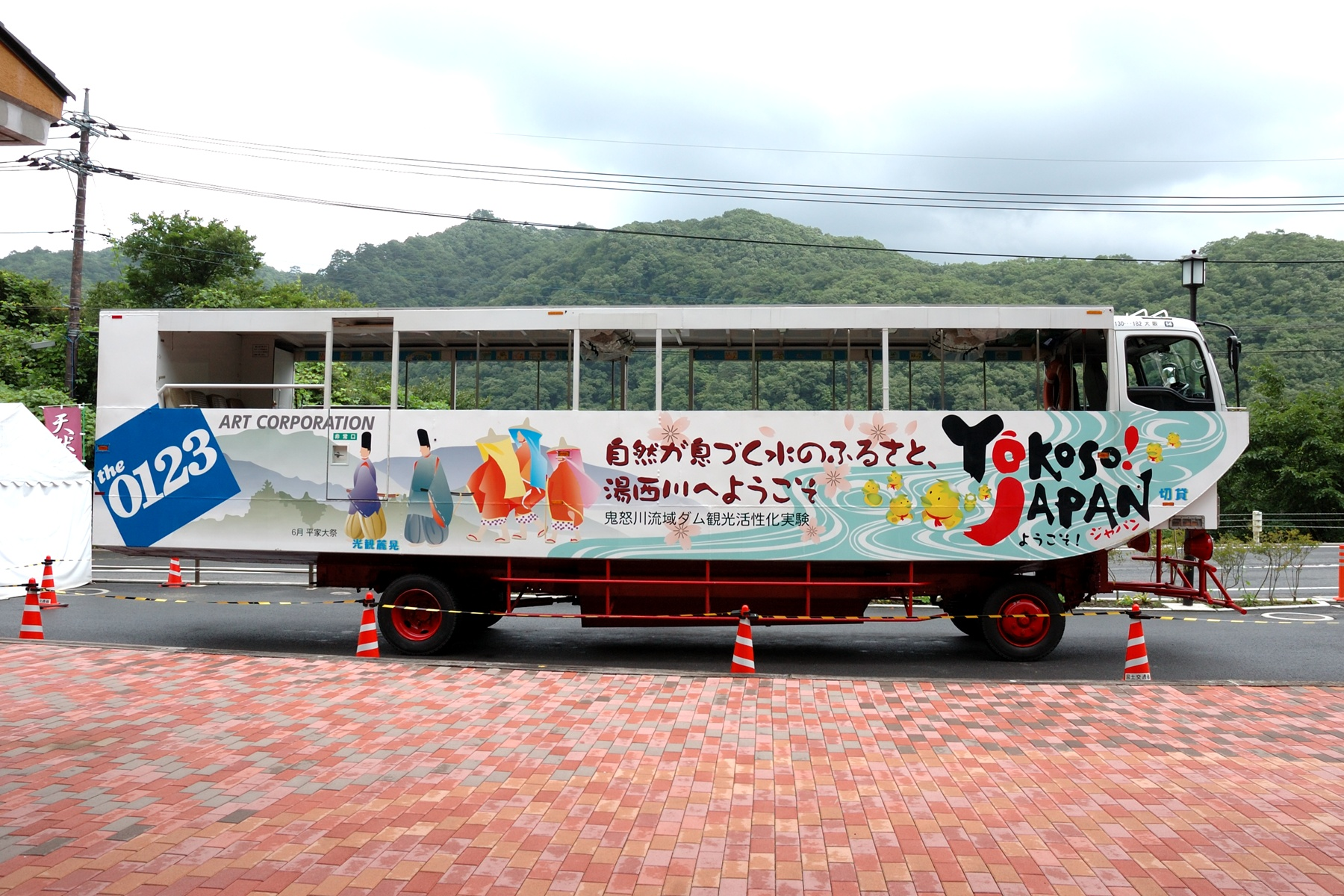
車体右側

### LEGEND零ONE号
概要
2008年7月に竣工したいすゞ自動車のフォワード（6t級）を国内で改造した国産初の水陸両用バス。乗車定員は42人。最高速度は陸上が90km/hで、水上は5ノット。このバスは日本を走る水陸両用バスで初めて4WDが採用された。

#### 略史
- 2008年7月11日に大阪市内で完成披露が行われ、桜之宮公園から大川へ進水して遊覧を行った。
- 2008年7月19日から11月30日までの間、日本水陸観光が企画・実施する湯西川ダックツアー（ダムとダム湖探検ツアー2008）で運行される。前年度はチャレンジャー号を使用していたツアーで、道の駅湯西川を出発地に川治ダムのキャットウォーク見学や川治ダム湖でのクルージングを行う。当初は11月3日まで運行される予定だったが、好評のため11月30日まで延長され、合計1万5,332人の乗客を運んだ。バスの運行と整備は晃麓観光バスが担当。
- 2008年12月27日から2009年3月19日までの間、日本水陸観光が企画・実施する沖縄・美ら海ダックツアーで運行される。沖縄県立博物館・美術館を出発地とする計約90分間のツアーで、宜野湾港マリーナにおいて約20分間のクルージングを行う。
- 2009年
  - 5月1日から日本水陸観光が、長野県諏訪市のSUWAガラスの里の美術館を起点（2010年からは、峠の釜めし本舗おぎのや 諏訪インター店を起点）として諏訪湖をクルーズする定期観光ツアー「諏訪湖探検ダックツアー」を運行していた。
  - 7月に諏訪湖探検ダックツアーでの運行（運航）を終了。諏訪湖探検ダックツアーはLEGEND零TWO号で運行（運航）を開始。
  - 12月16日から大阪ダックツアーで運行（運航）を開始。
- 2010年4月19日に大阪ダックツアーでの運行（運航）を終了。以後は湯西川ダックツアーで運行（運航）をしている。
- 2012年3月20日-4月8日まで東京湾の水辺活性化社会実験も含めて東京ダックツアーで運行（運航）。

#### ギャラリー

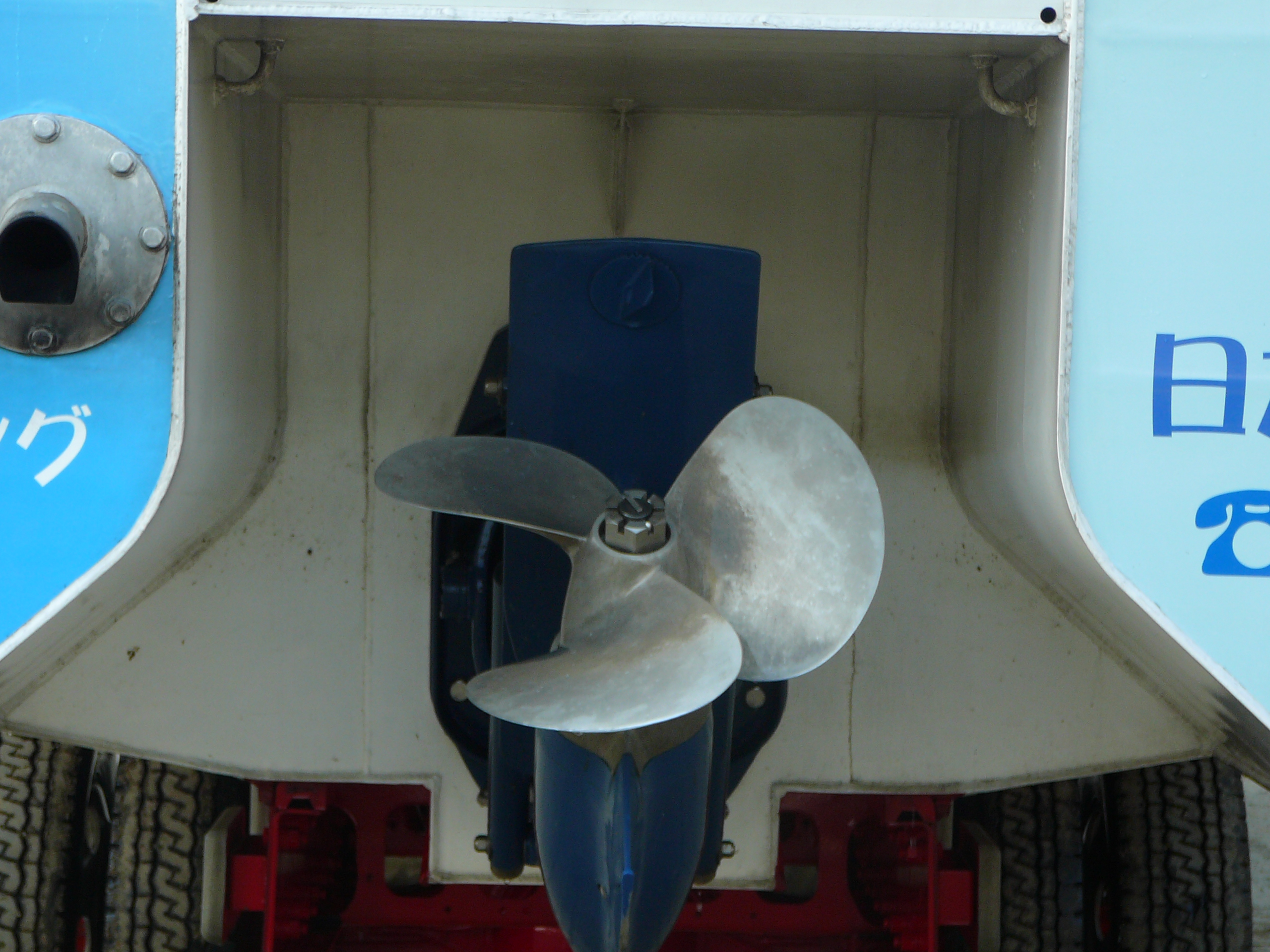
LEGEND零ONEのスクリュー
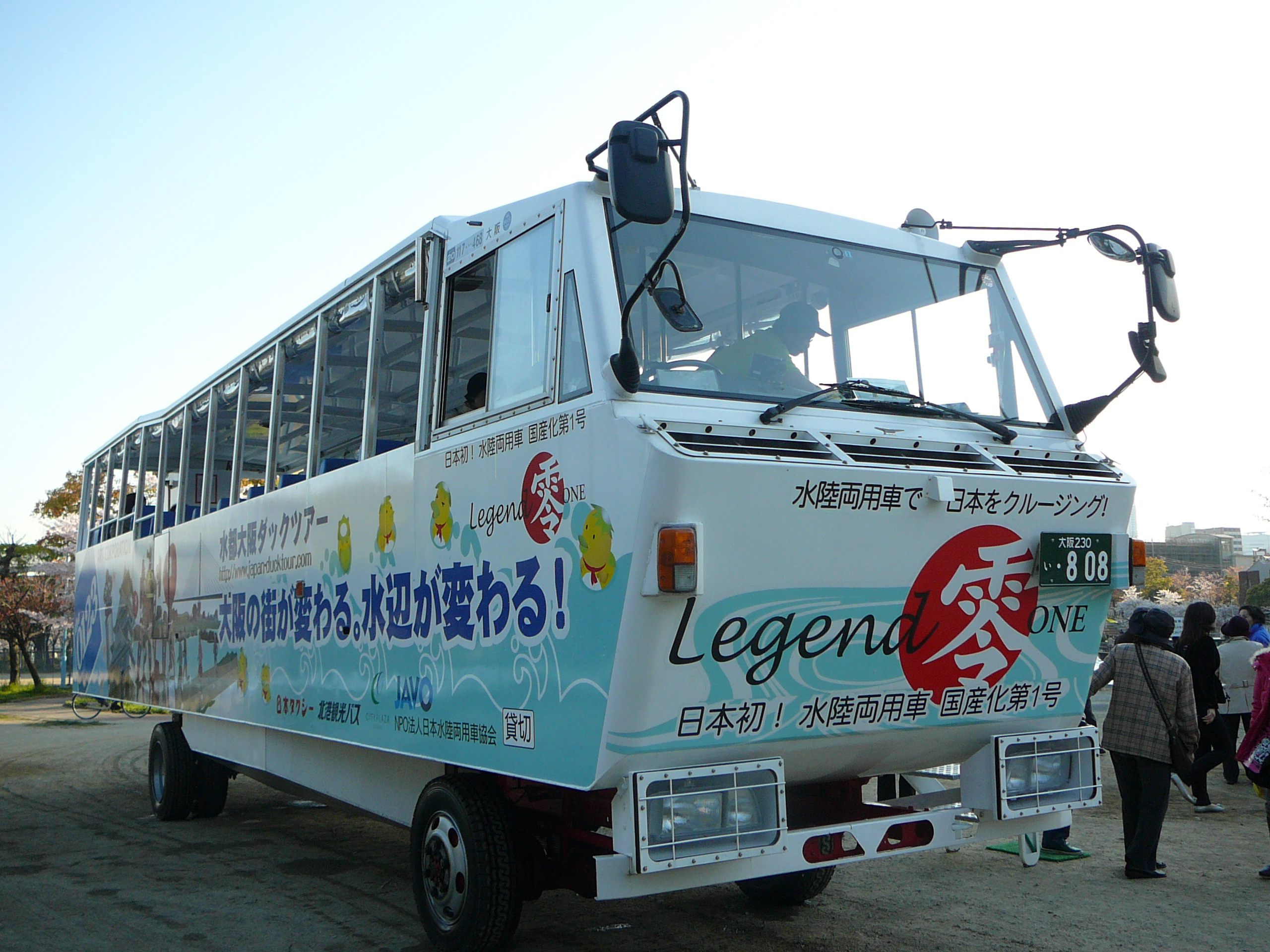
LEGEND零ONE
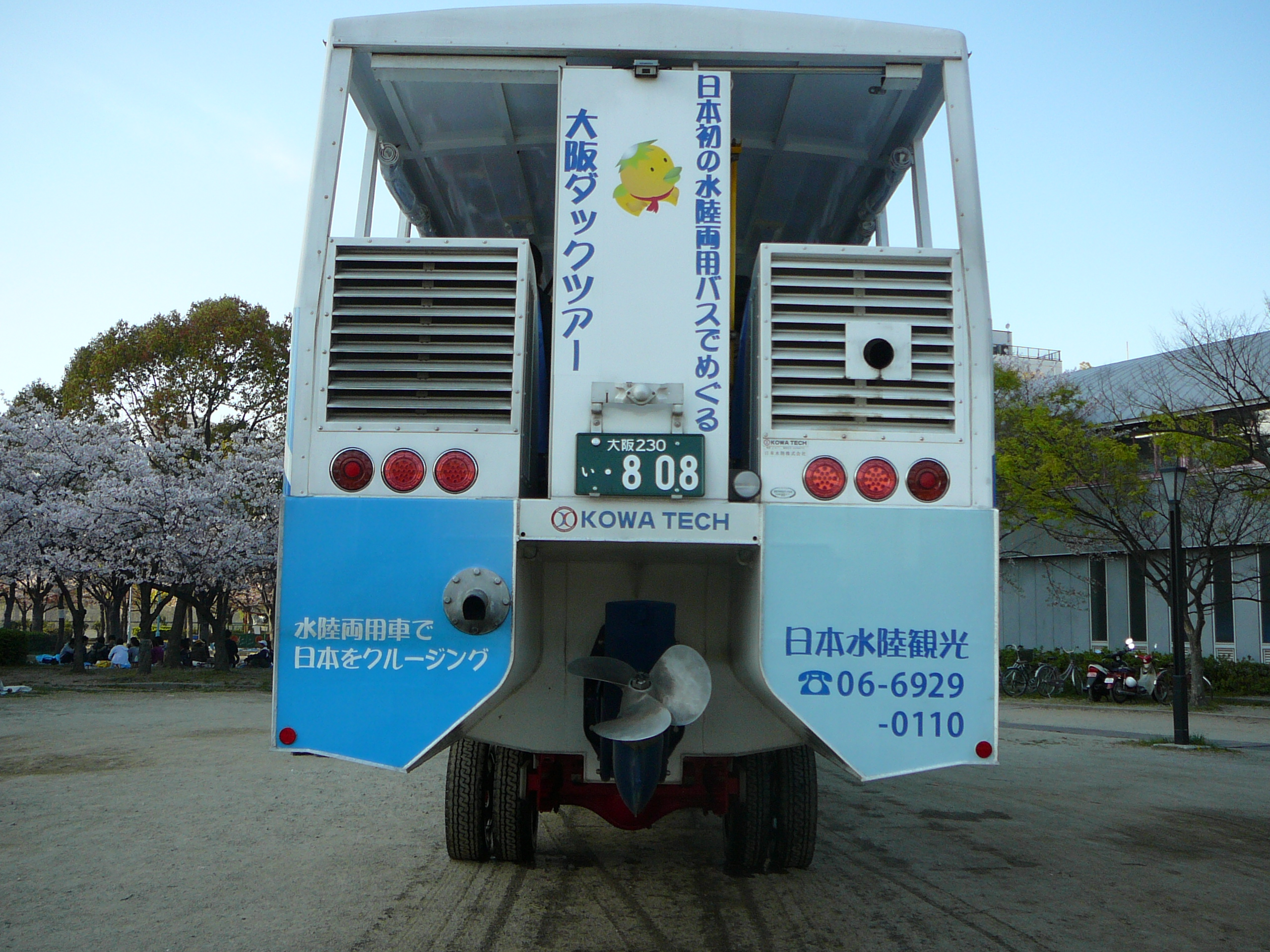
LEGEND零ONE後面

### LEGEND零TWO号
概要
2009年6月に竣工したいすゞ自動車のフォワード（6t級）を国内で改造した水陸両用バス。乗車定員は42人。最高速度は陸上が90km/hで、水上は5ノット。
改良を重ねて国産2台目としてLEGEND零TWO号が2009年7月にデビュー。

#### 略史
- 2009年7月 デビュー直後は諏訪湖で諏訪湖探検ダックツアーで使用されていた。
- 2010年3月上旬、大阪ダックツアーで運行（運航）を開始。3月20日には、大阪ダックツアーでLEGEND零ONE号とLEGEND零TWO号による2台運行（運航）が開始され、大阪で活躍した。11月15日には第14回大阪・淀川市民マラソンで展示。
- 2011年4月19日、大阪ダックツアー2台運行（運航）終了。LEGEND零TWO号のみ引き続き大阪での運行（運航）。同年11月13日、第15回大阪・淀川市民マラソンで展示。
- 2013年
  - 3月21日、大阪ダックツアーでの運行（運航）を終了。
  - 6月21日・22日に津軽ダム完成後の水源地域の活性化に向け、水陸両用バスでの社会実験運行（運航）を実施。
  - 7月15日、6万人乗車達成セレモニー開始に伴い、諏訪湖探検ダックツアーで運行（運航）を開始。

#### ギャラリー

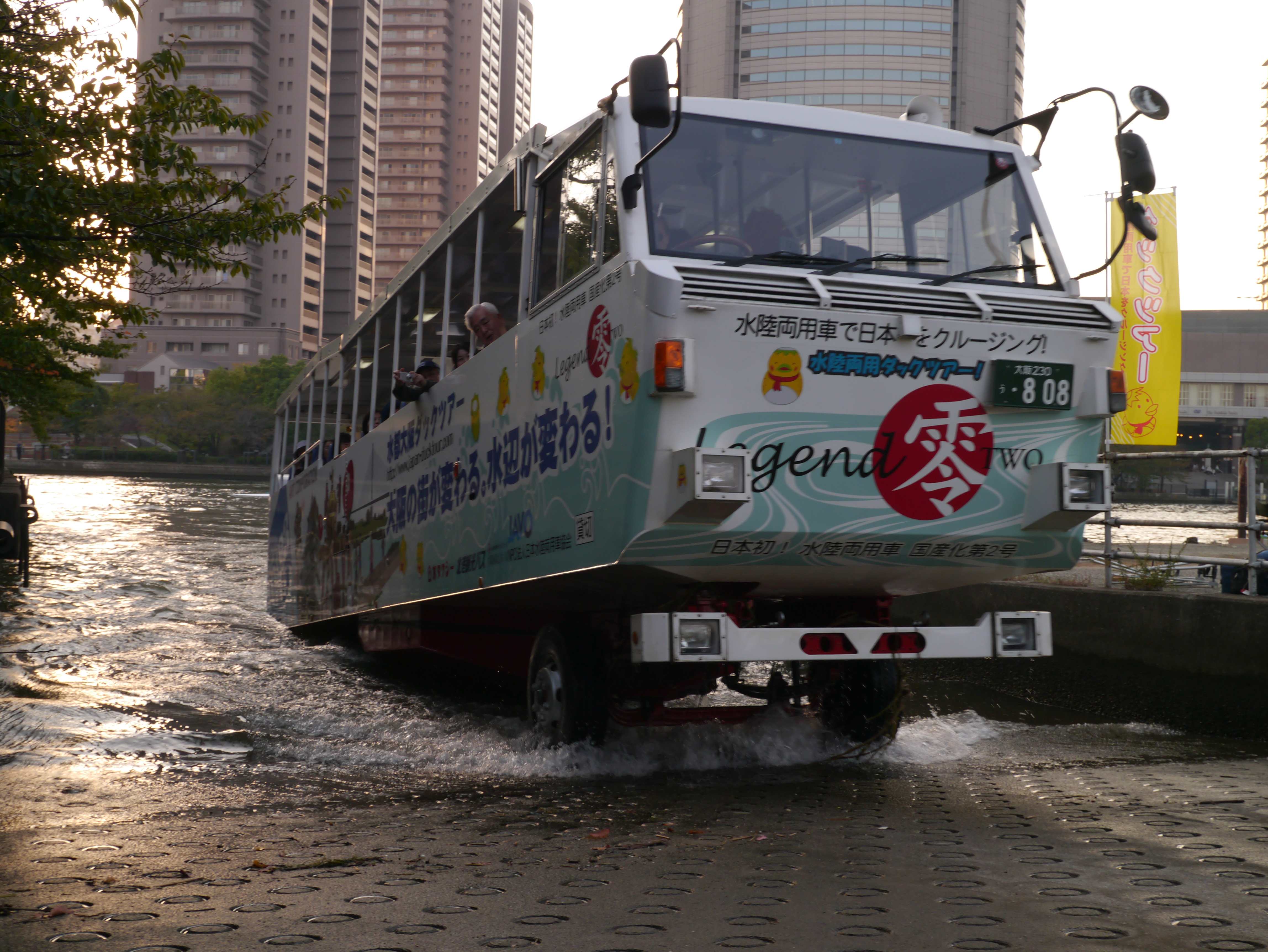
LEGEND零TWO号
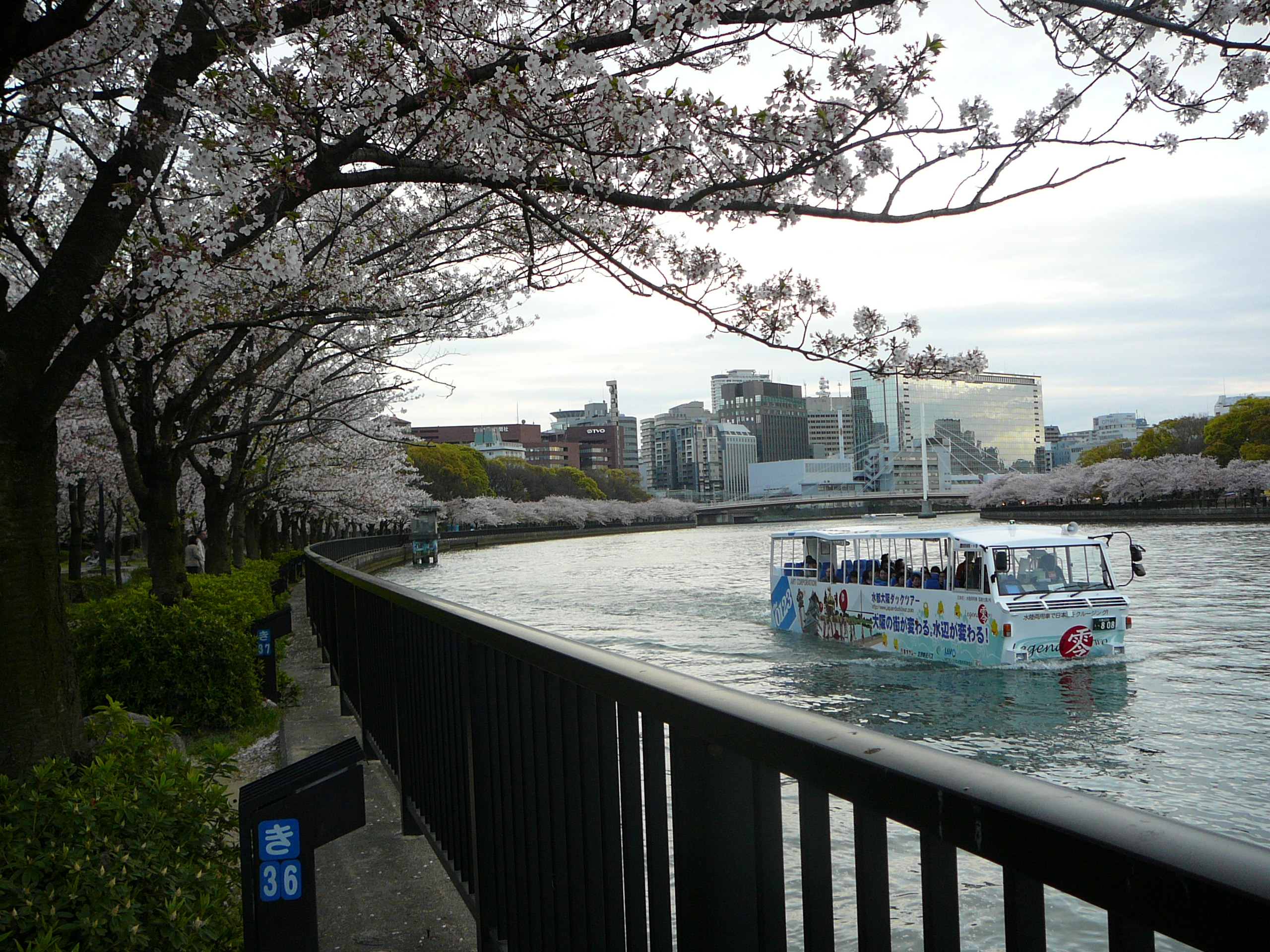
LEGEND零TWO水上航行
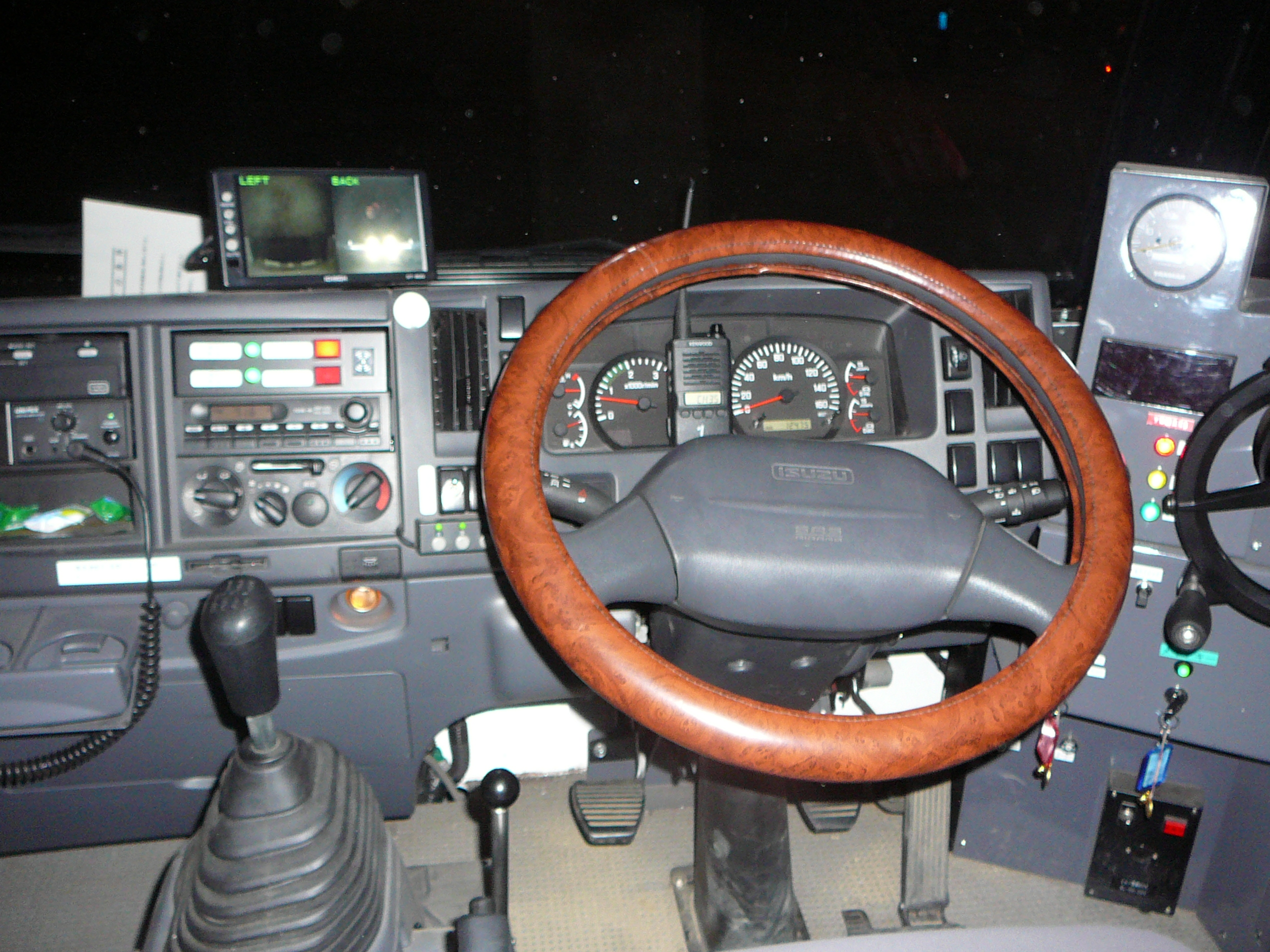
LEGEND零TWO号の運転台
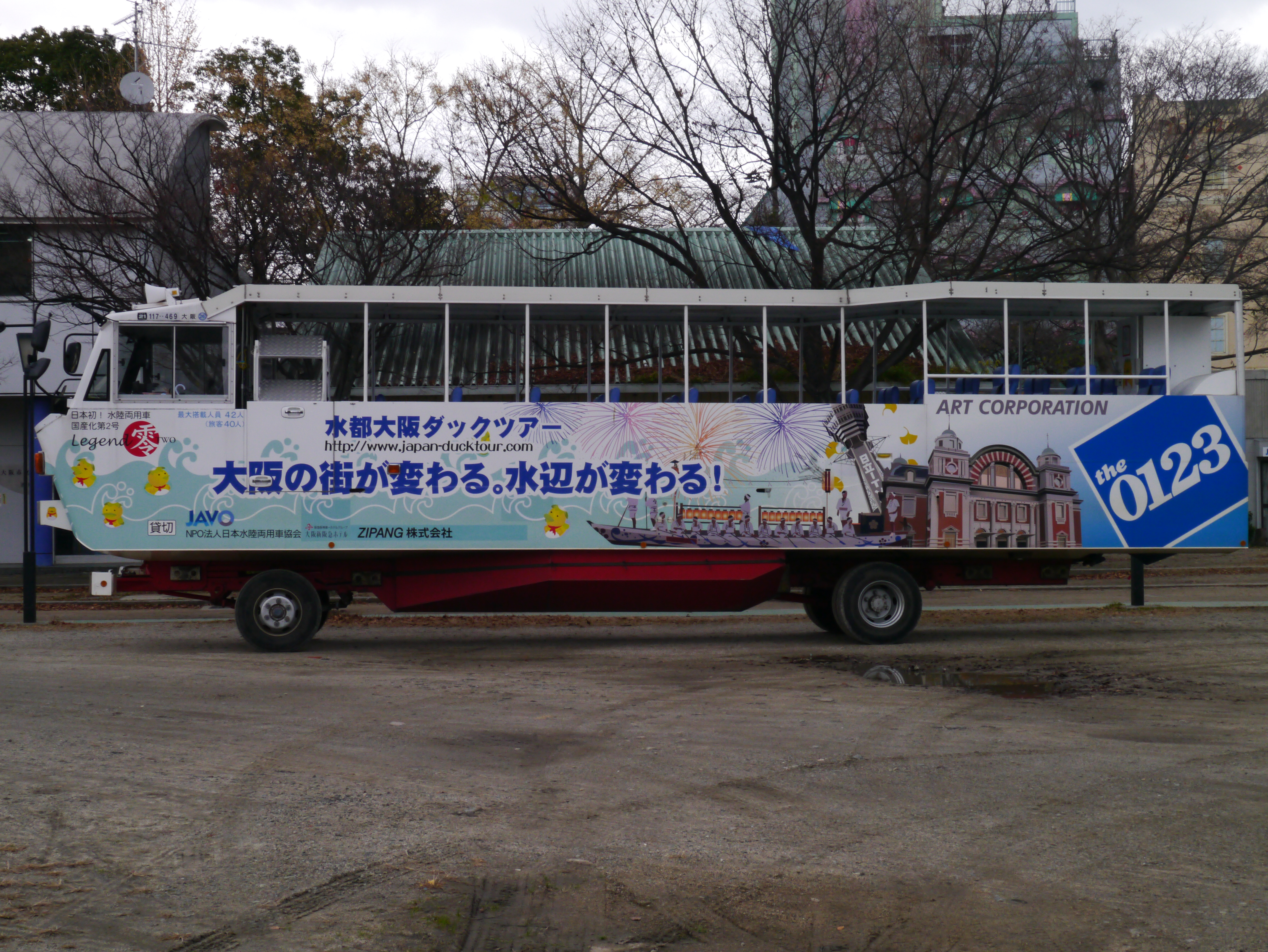
LEGEND零TWO号の側面
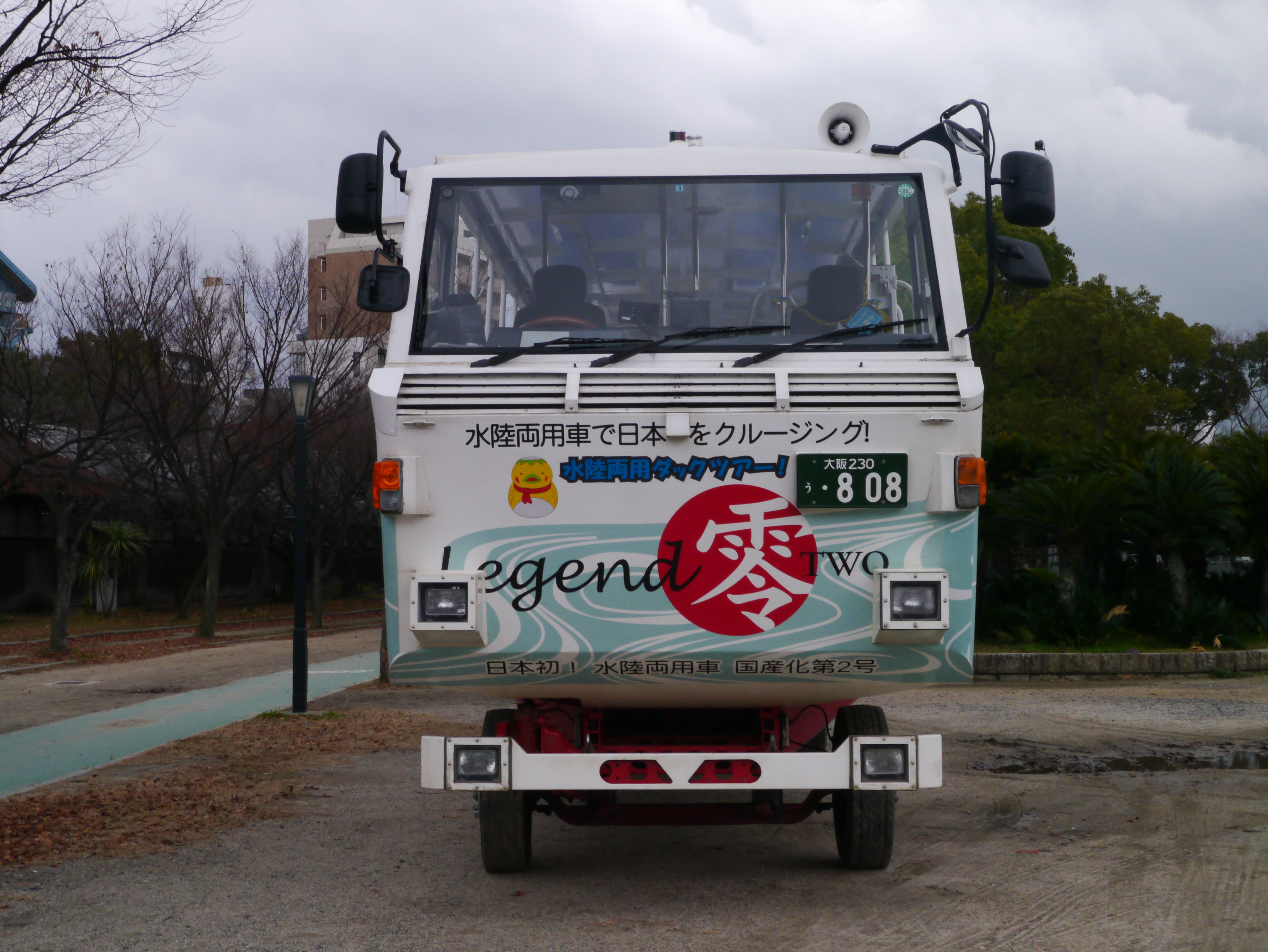
LEGEND零TWO号の正面
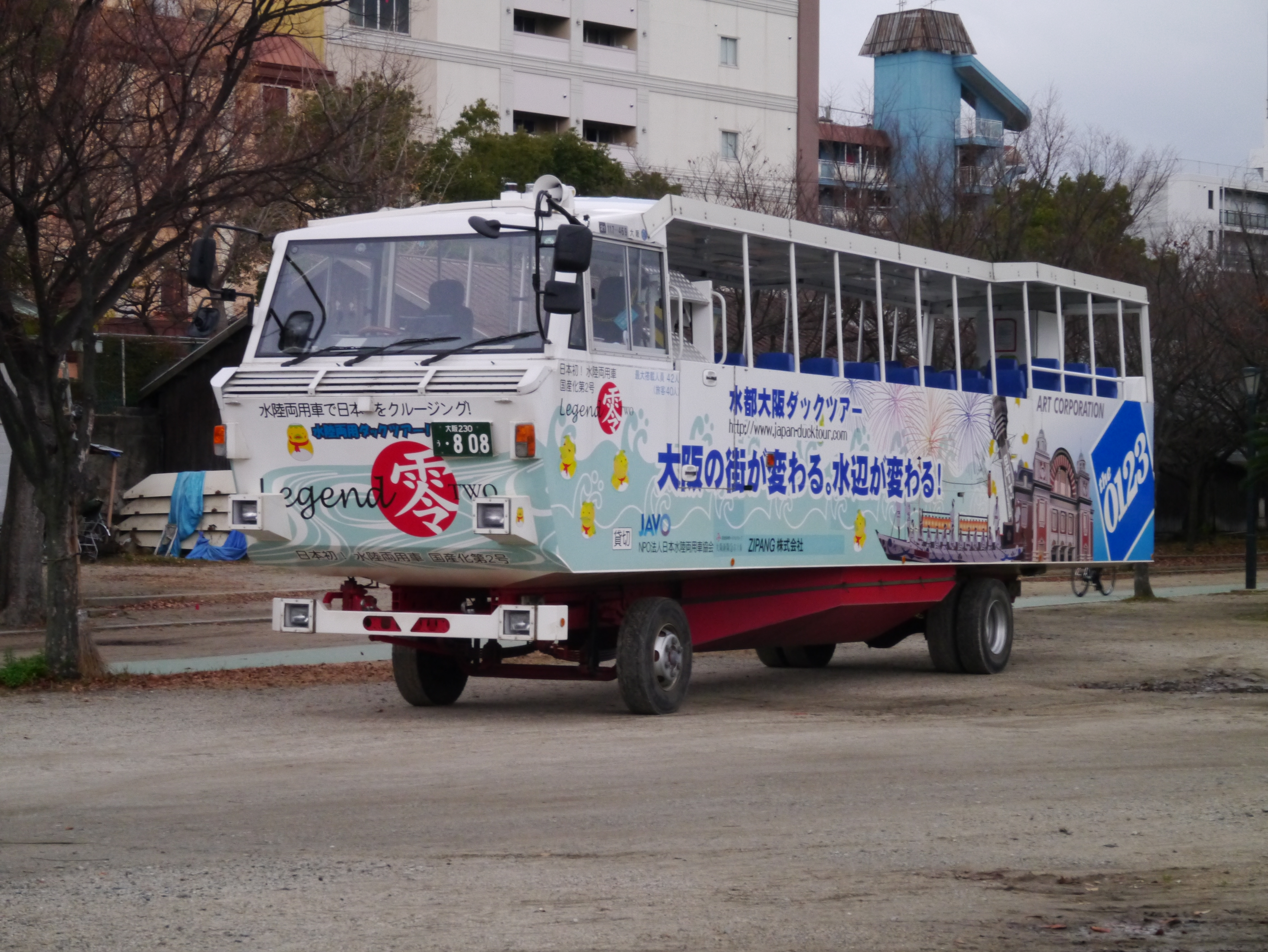
LEGEND零TWO号
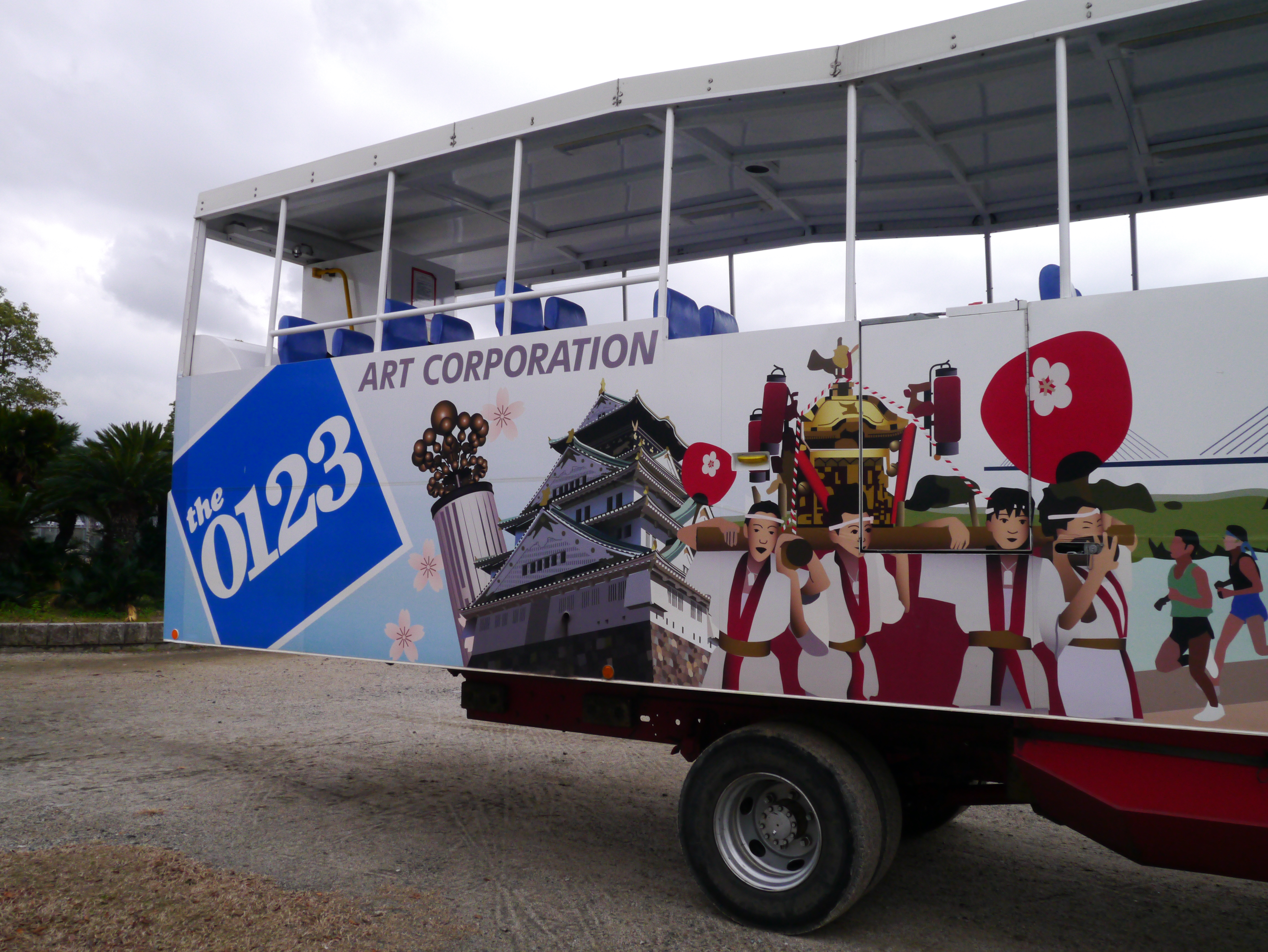
LEGEND零TWOの右後方。

### LEGEND零THREE号
概要
2011年7月に竣工したいすゞ自動車のフォワード（6t級）を国内で改造した水陸両用バス。乗車定員は42人。最高速度は陸上が90km/hで、水上は5ノット。

#### 略史
- 2011年7月、みちのくダックツアーで運行（運航）開始。
- 2012年3月20日、東京湾水辺社会実験も含め東京ダックツアーで運行（運航）開始。同年10月14日、東京ダックツアーの運行（運航）を終了。
- 2013年
  - 4月14日、ハウステンボスダックツアーで期間限定で運行（運航）開始。同年6月23日、ハウステンボスダックツアーで期間限定の運行（運航）を終了。
  - 6月28日 - 30日、鹿児島県南さつま市の美しい海岸線と海を活かした観光開発を図るため、「南さつま海道　潮風モニター」で実証運行（運航）。
  - 7月21日、品川区水辺観光実証実験も含め東京ダックツアーで運行（運航）開始。
- 2013年
  - 8月18日、品川区水辺観光実証実験も含めた東京ダックツアーでの運行（運航）を終了。
  - 11月3日、第17回大阪・淀川市民マラソンで展示。
- 2014年3月1日、びわ湖ダックツアーの運行（運航）開始。

#### ギャラリー

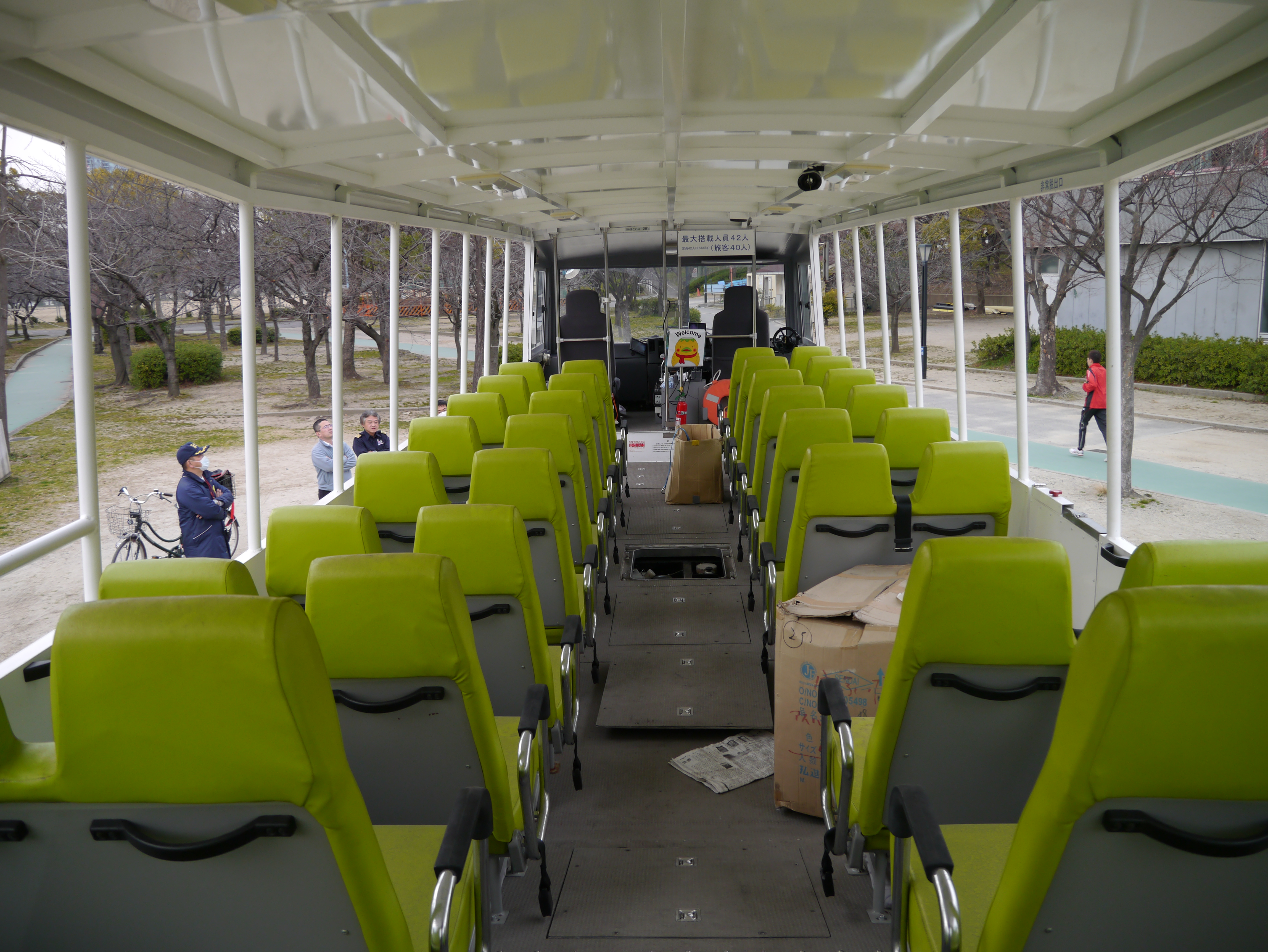
LEGEND零THREE号の車内のシートの柄は青系から黄緑系に変更されている
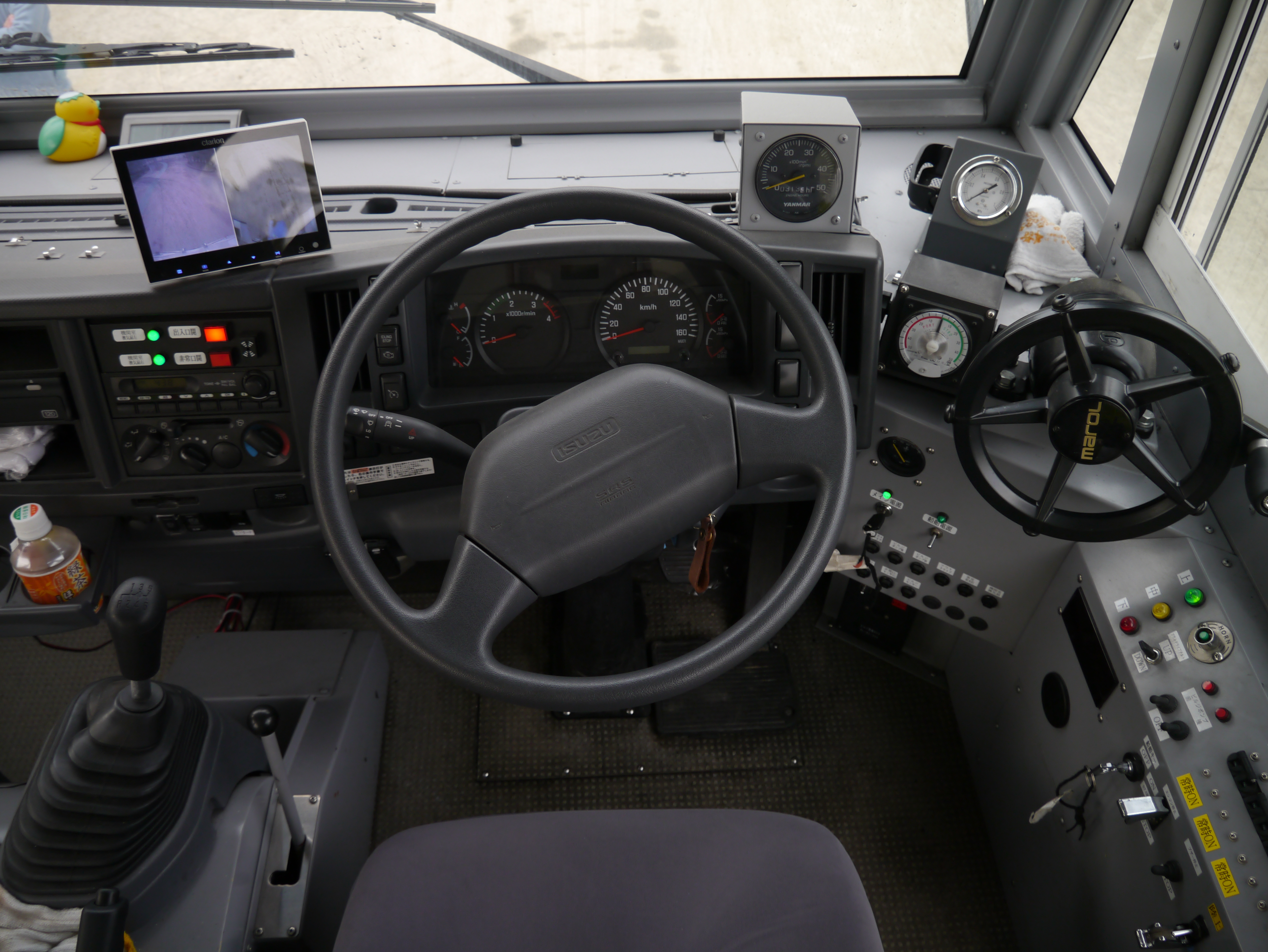
運転台（操舵室）は基本的にLEGEND零TWO号と変わらない
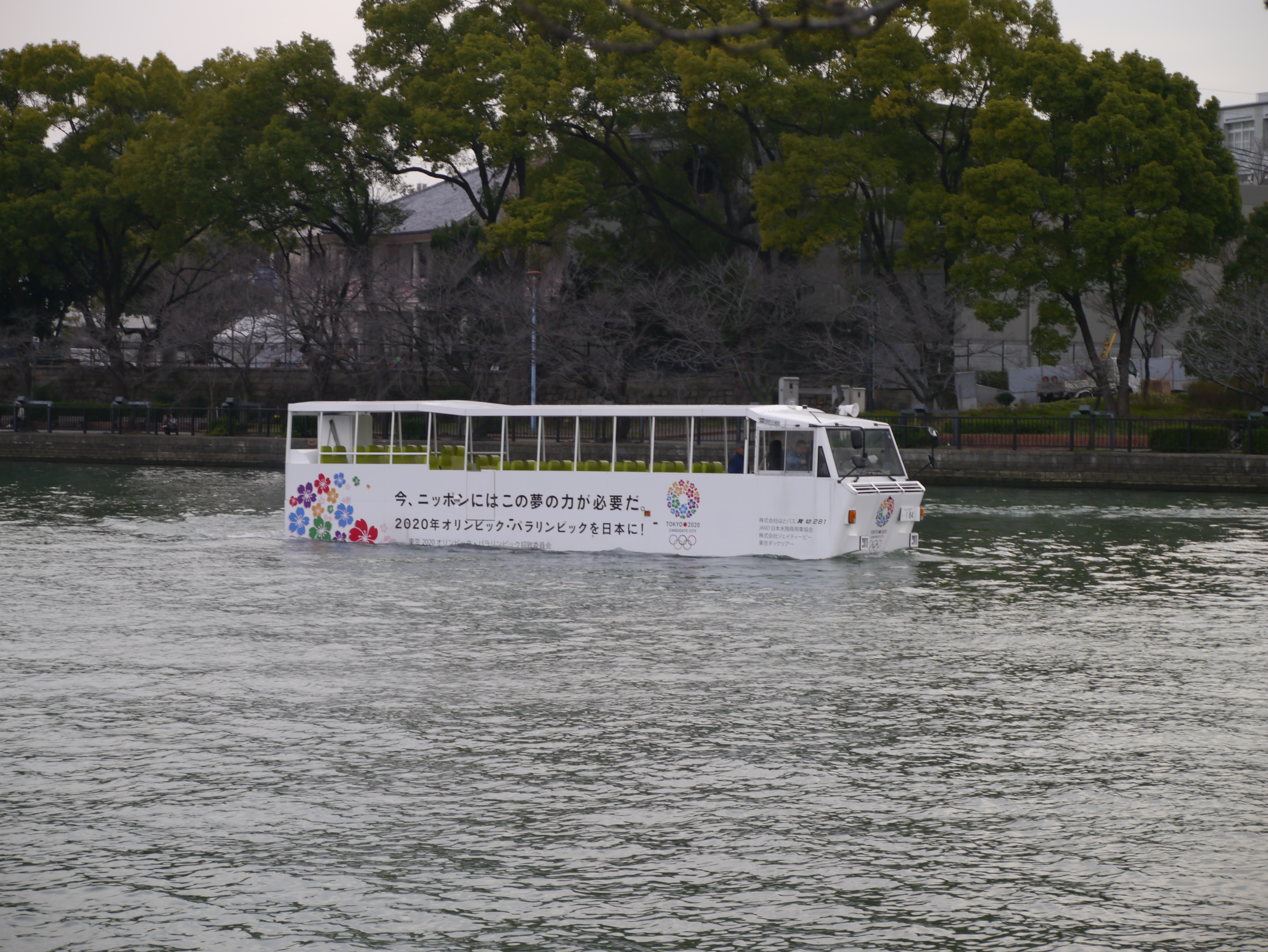
大川での試運転の様子
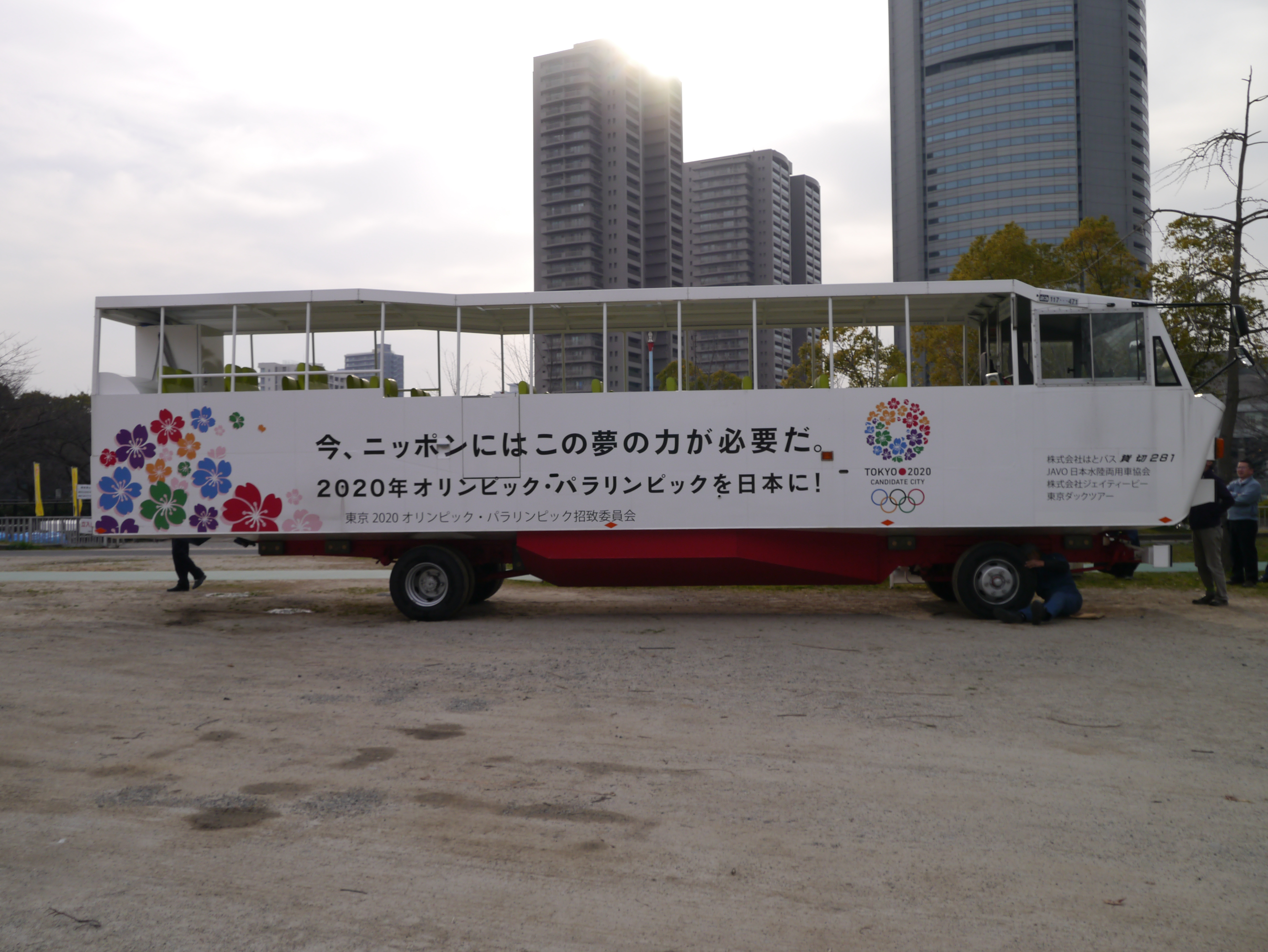
2020年の東京オリンピック招致ラッピング
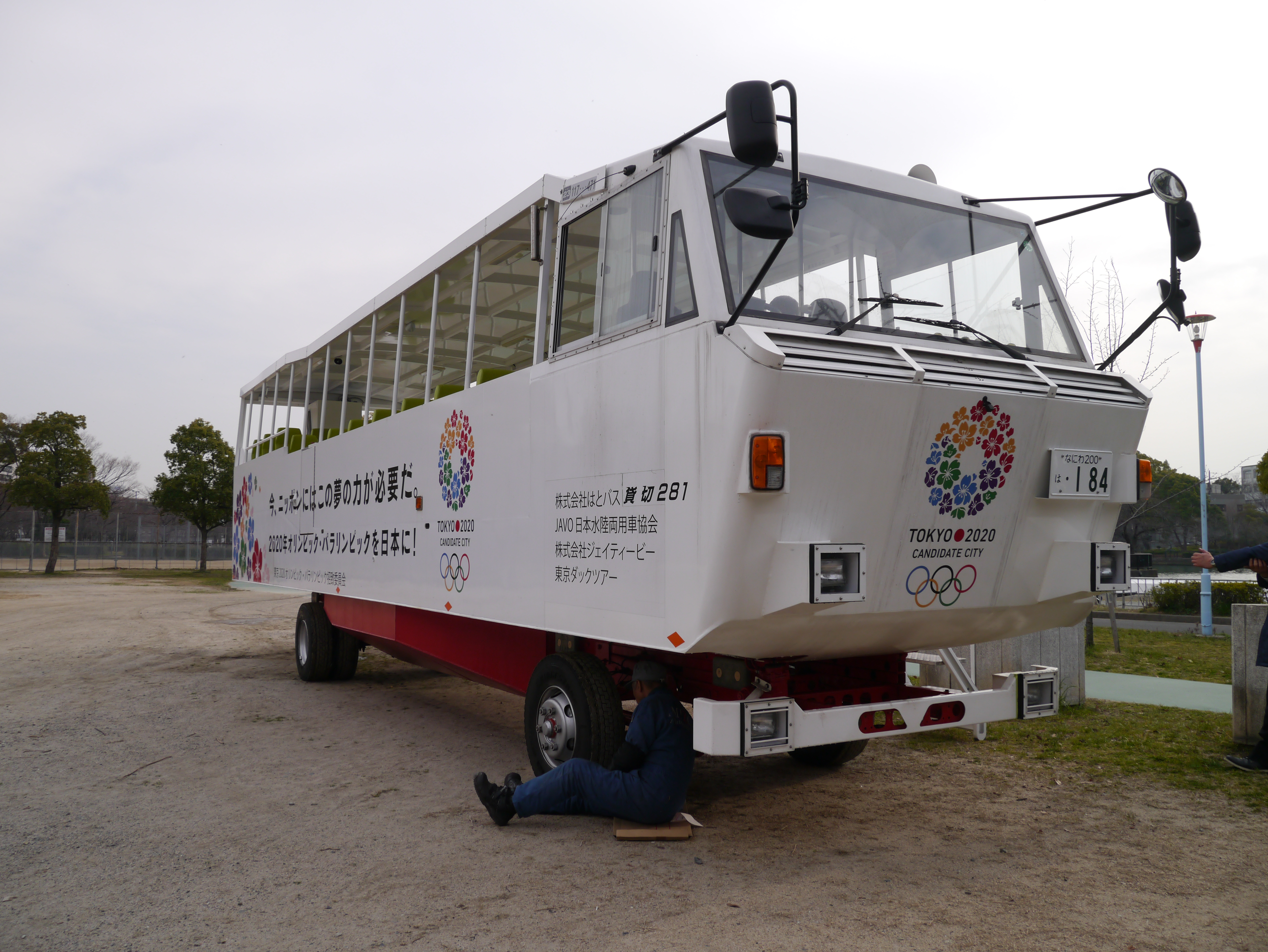
平成23年7月に竣工したバス
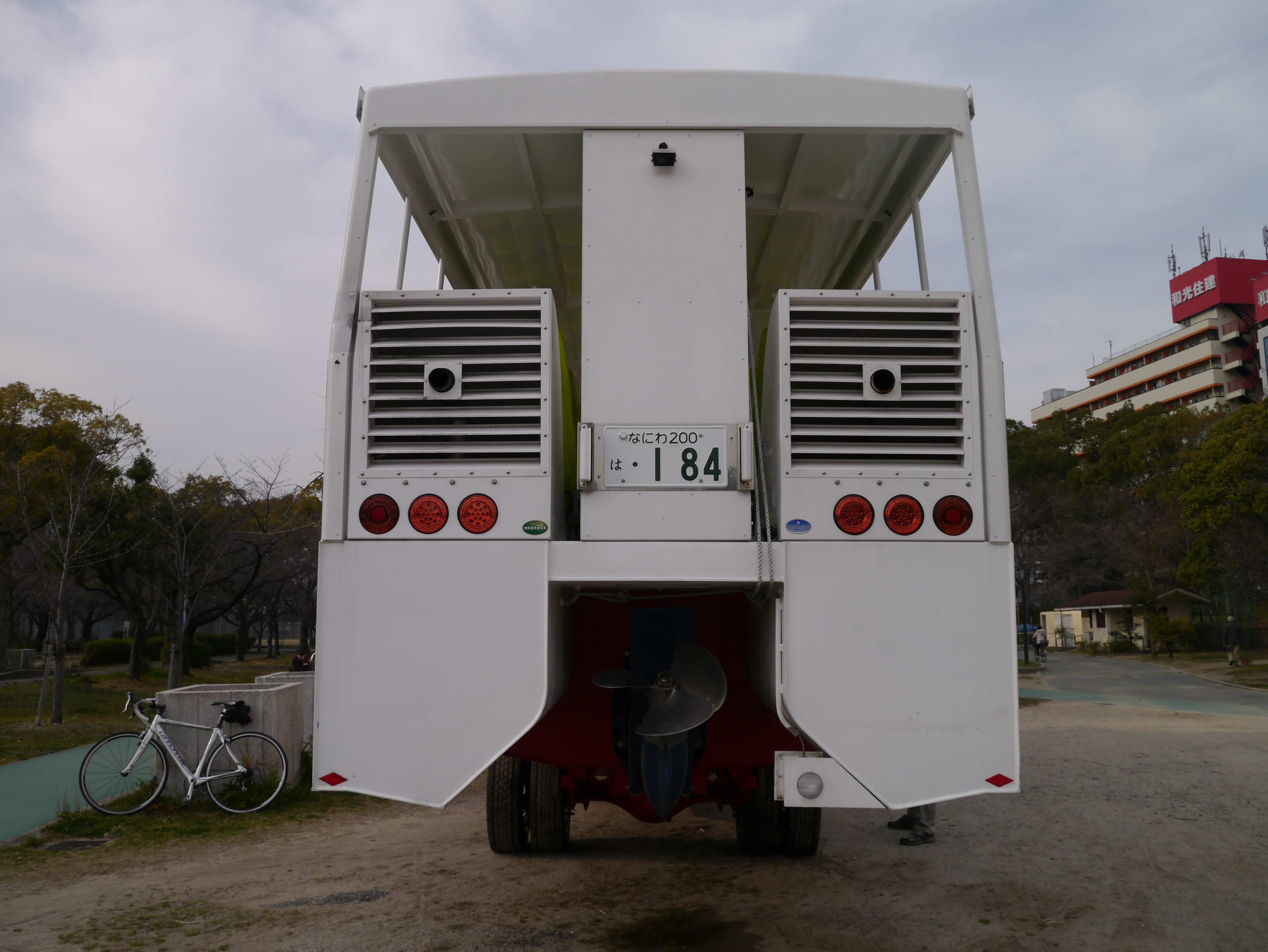
基本的にLEGHEND零TWO号と変わらない
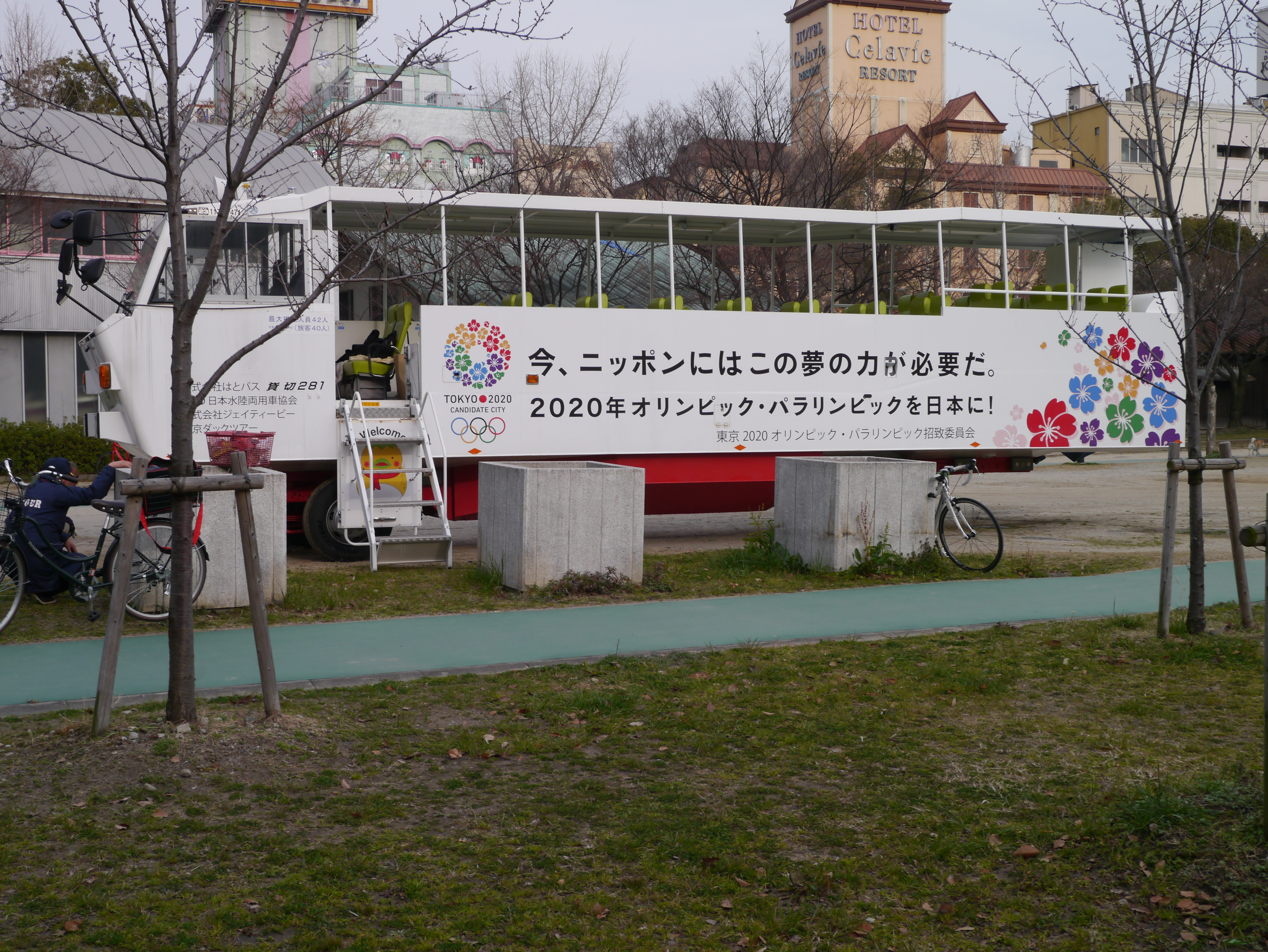
LEGEND零THREE号は高いところで高さが3.7mもある
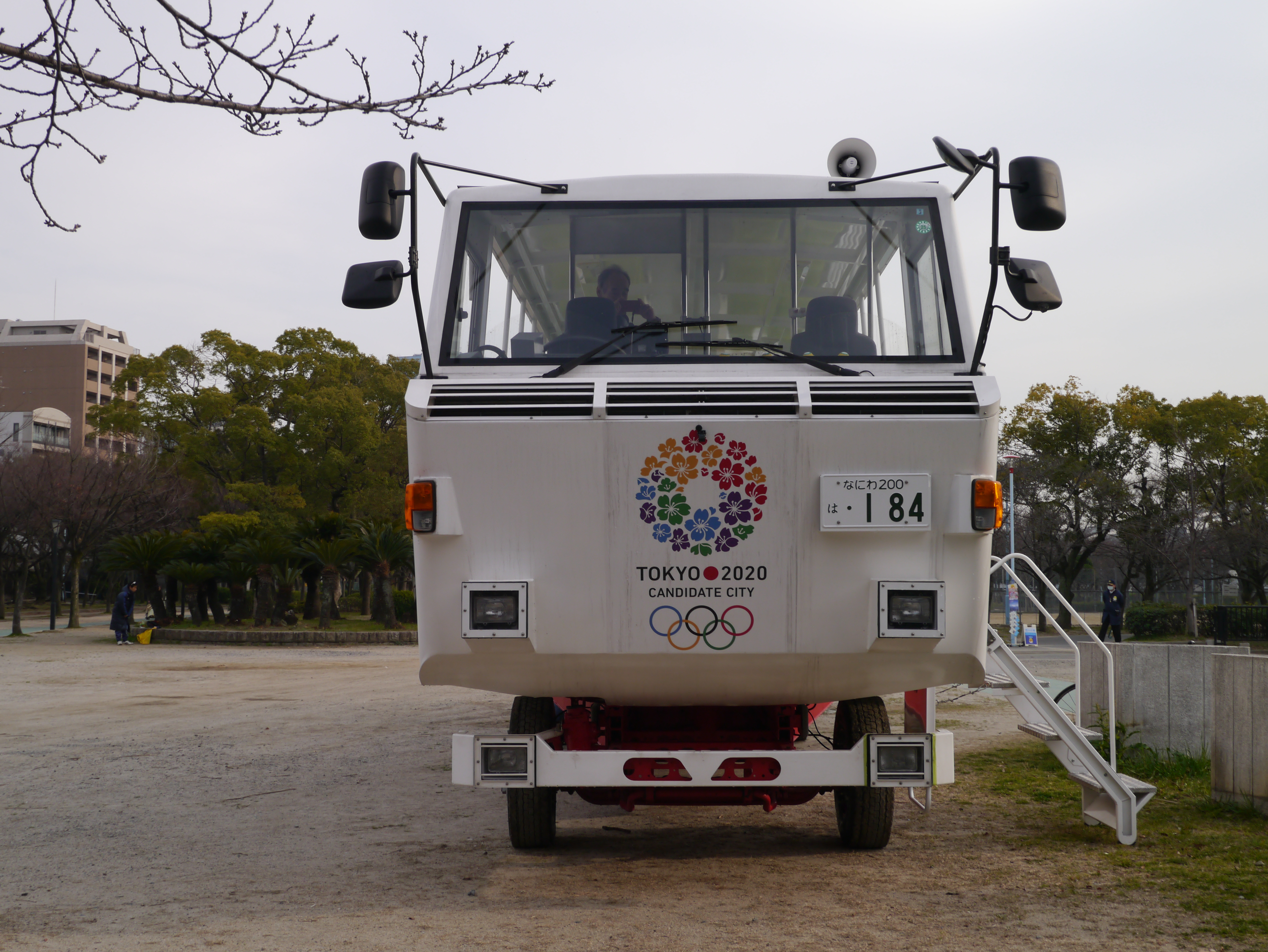
LEGEND零THREE号の正面
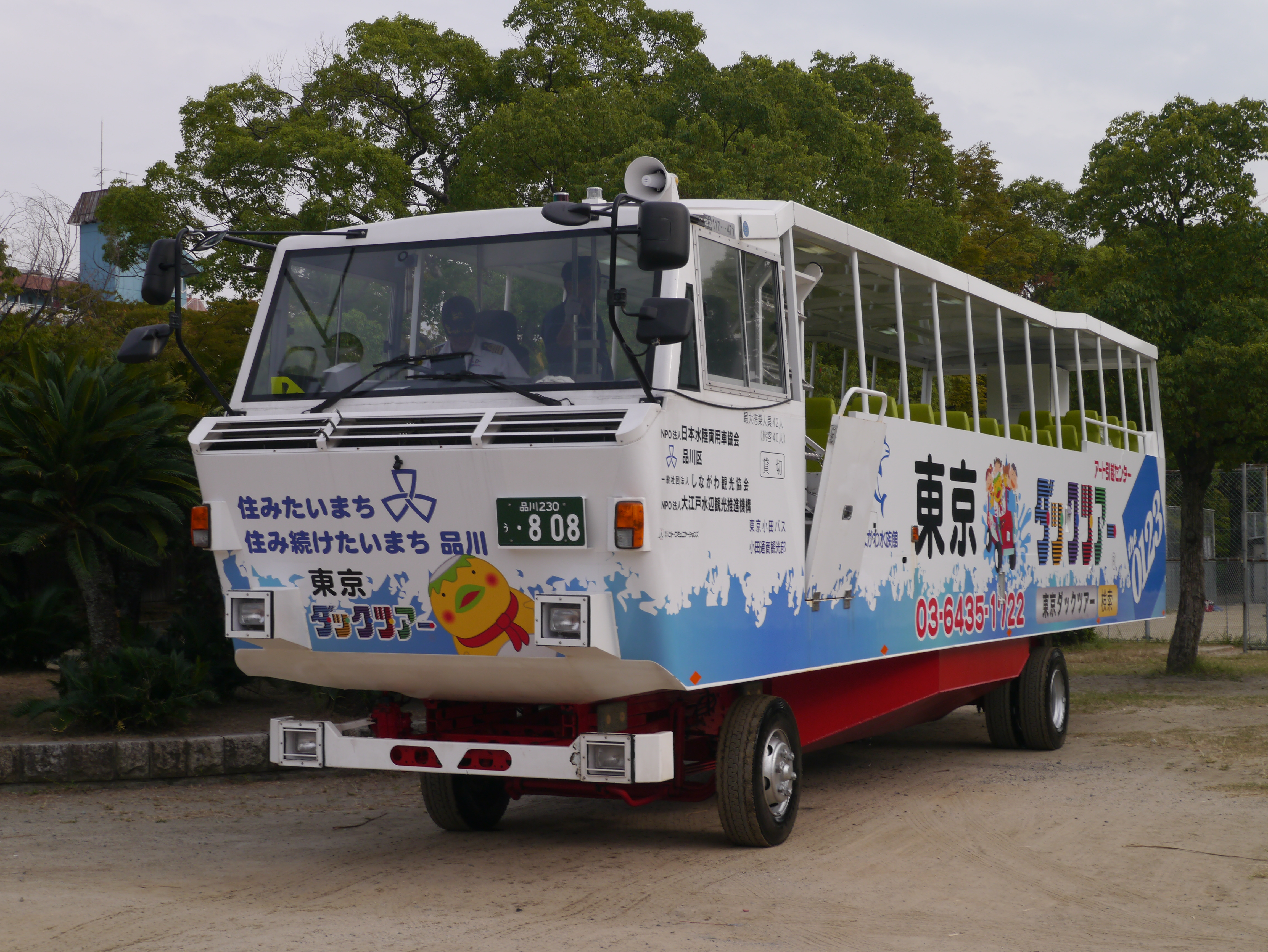
東京ダックツアー用のラッピング
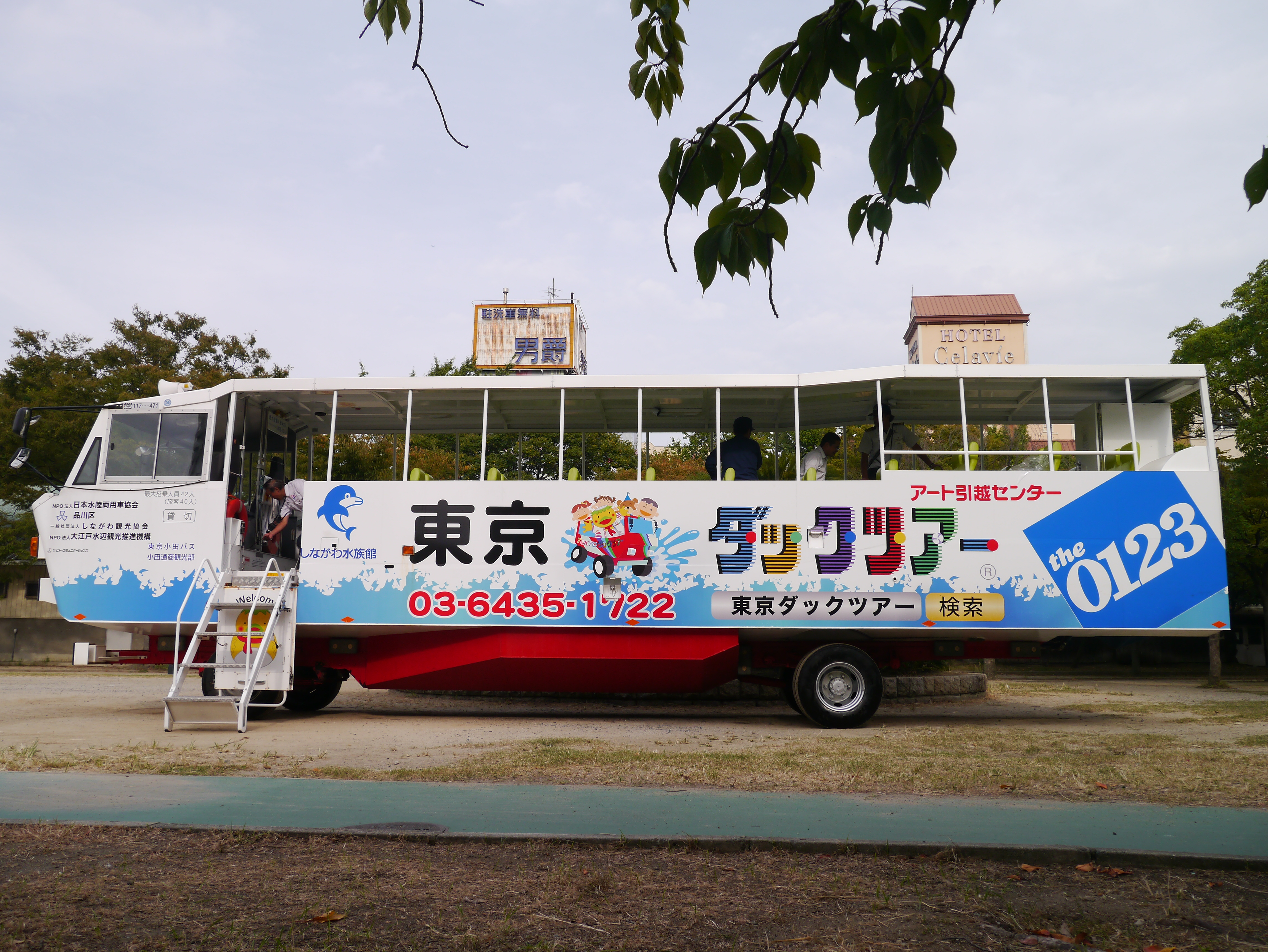
東京ダックツアー用のラッピング
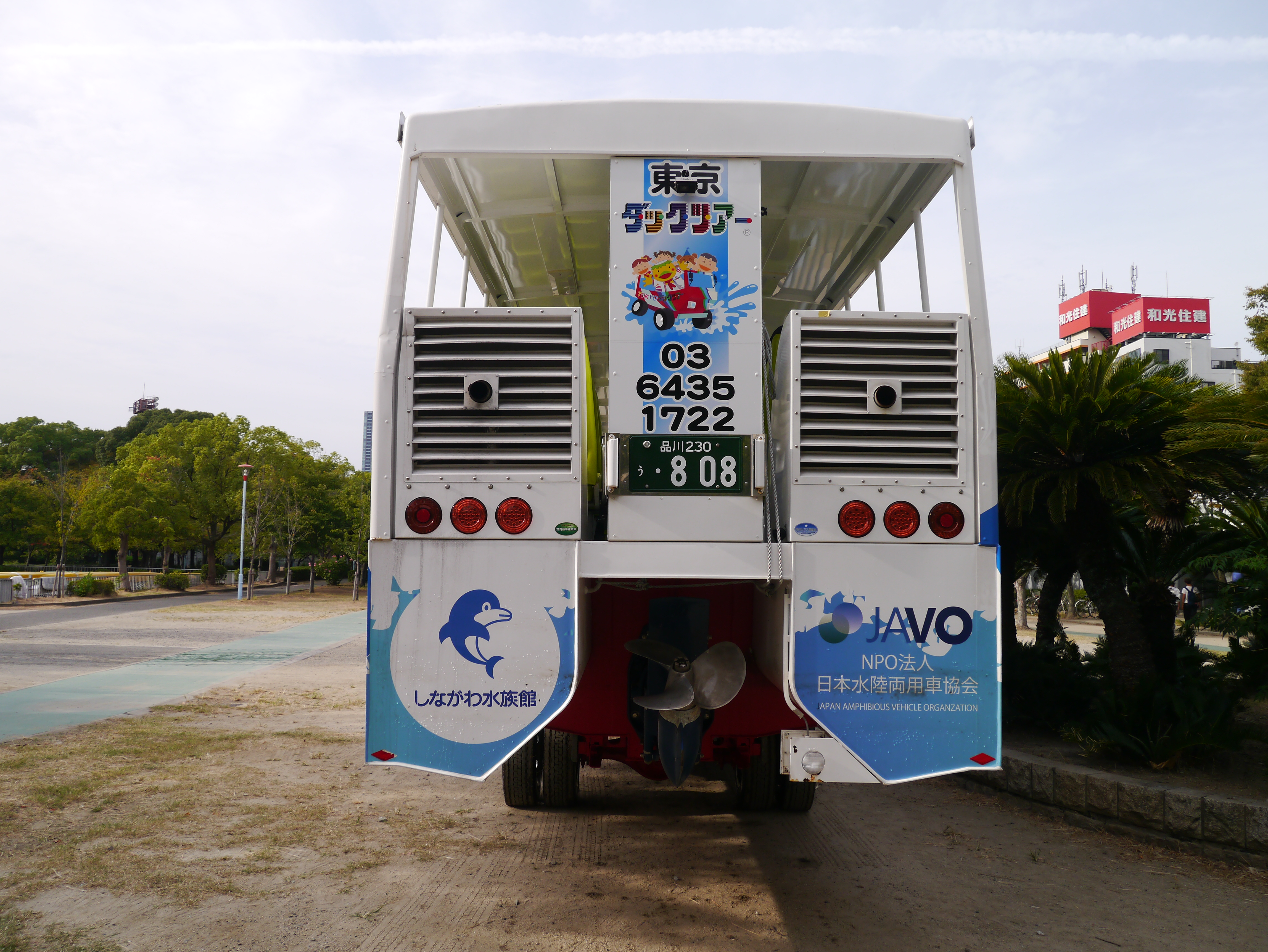
東京ダックツアー用のラッピング
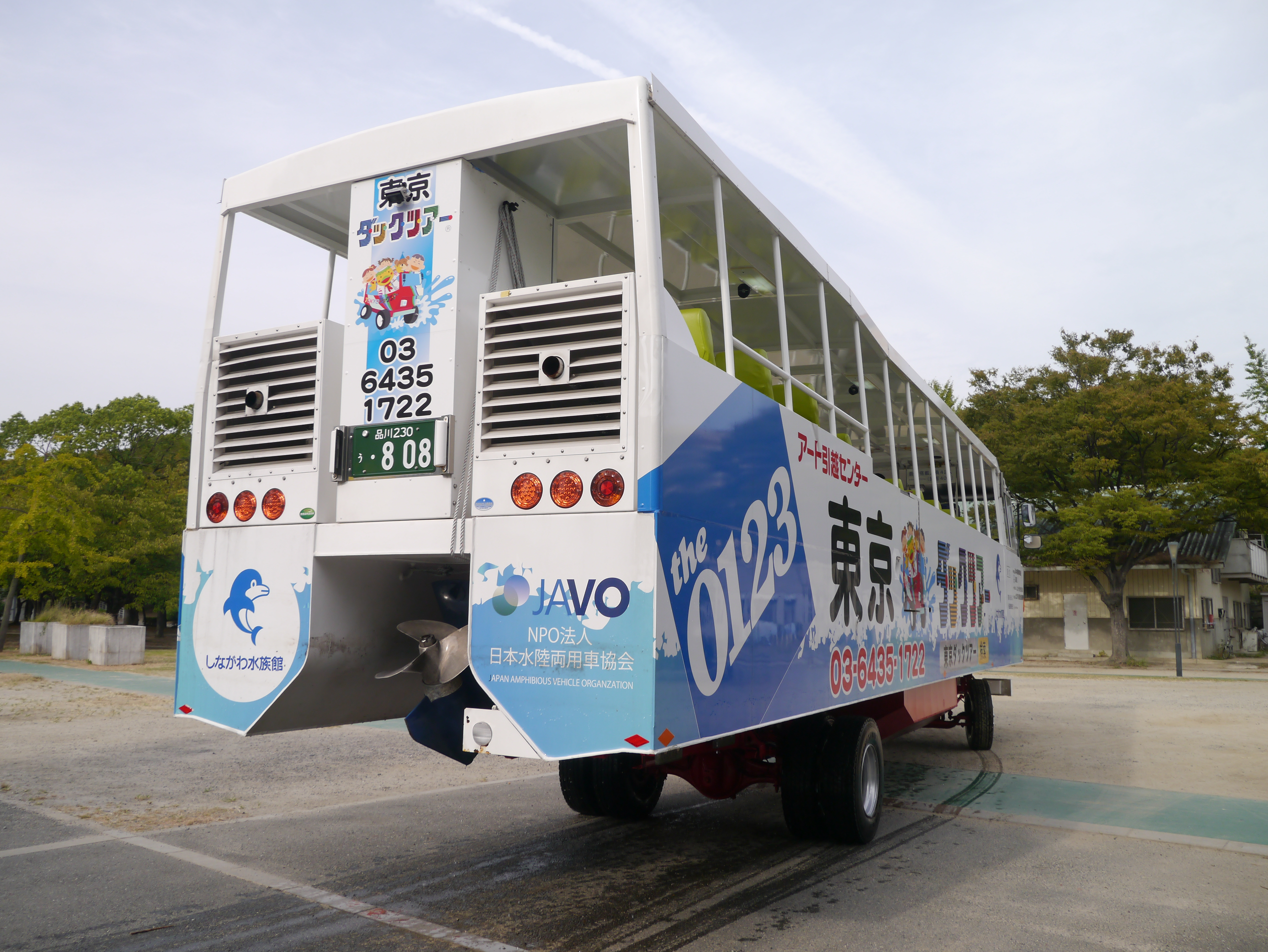
東京ダックツアー用のラッピング

### LEGEND零FOUR号
概要
2016年3月に竣工したいすゞ自動車のフォワード（6t級）を国内で改造した水陸両用バス。乗車定員は36人。最高速度は陸上が90km/hで、水上は5ノット。

#### 略史
- 2013年3月22日、大阪ダックツアーで運行（運航）を開始。陸上運行はZIPANG.S.Sが当初担当し、のちに都島自動車が担当。

#### ギャラリー

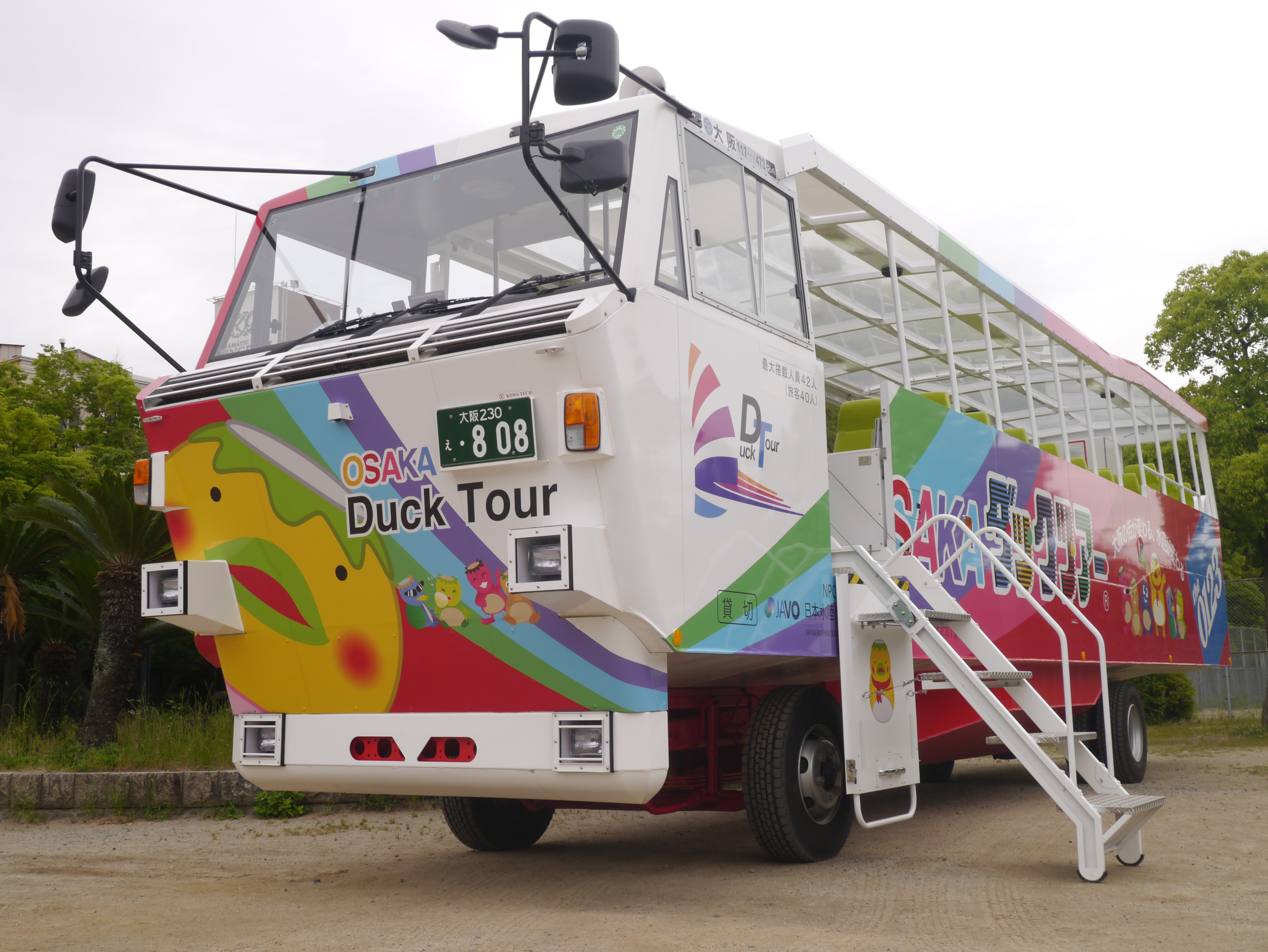
2013年3月から運行（運航）を始めた水陸両用バス
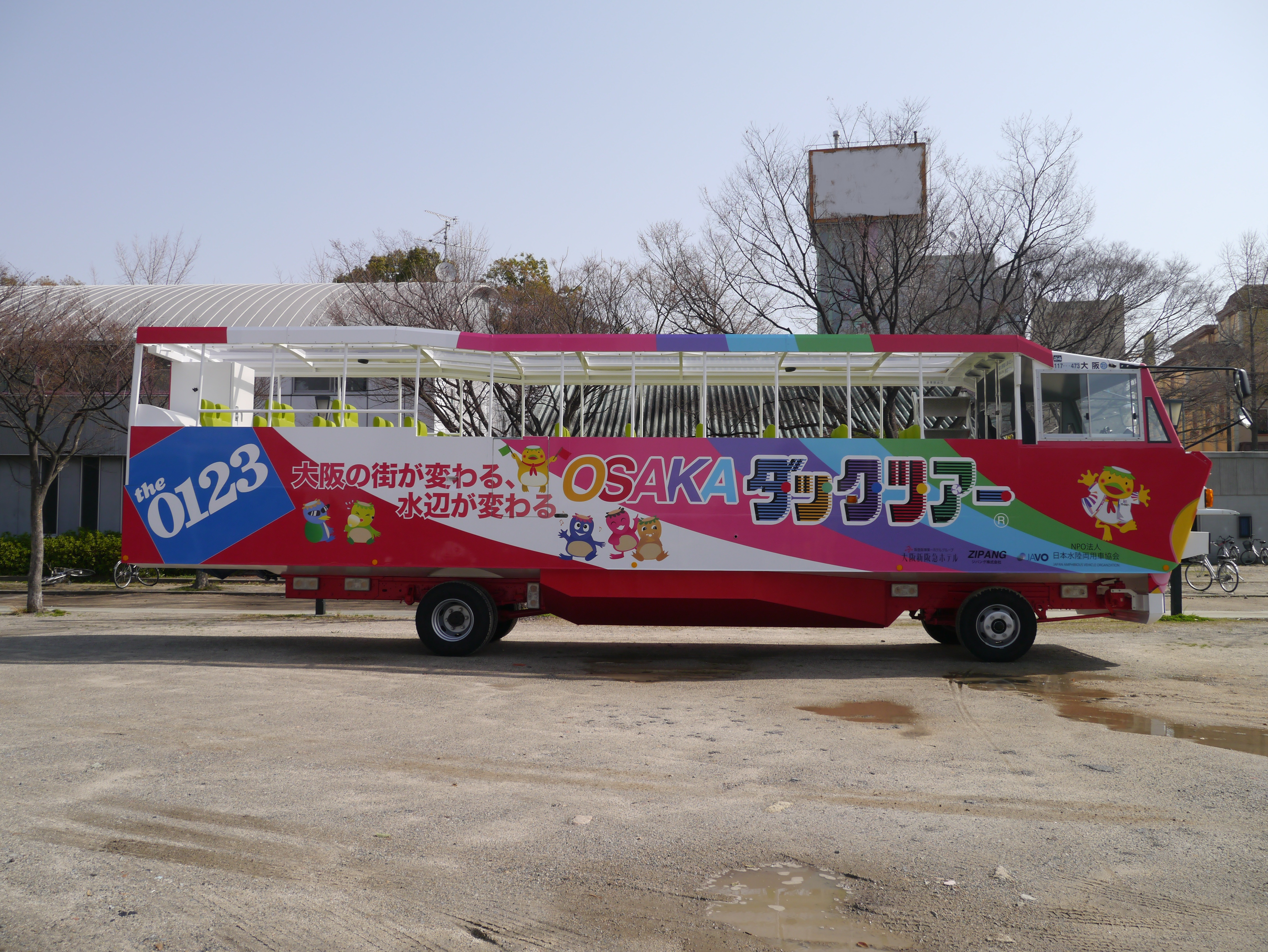
LEGEND零FOUR号の右側
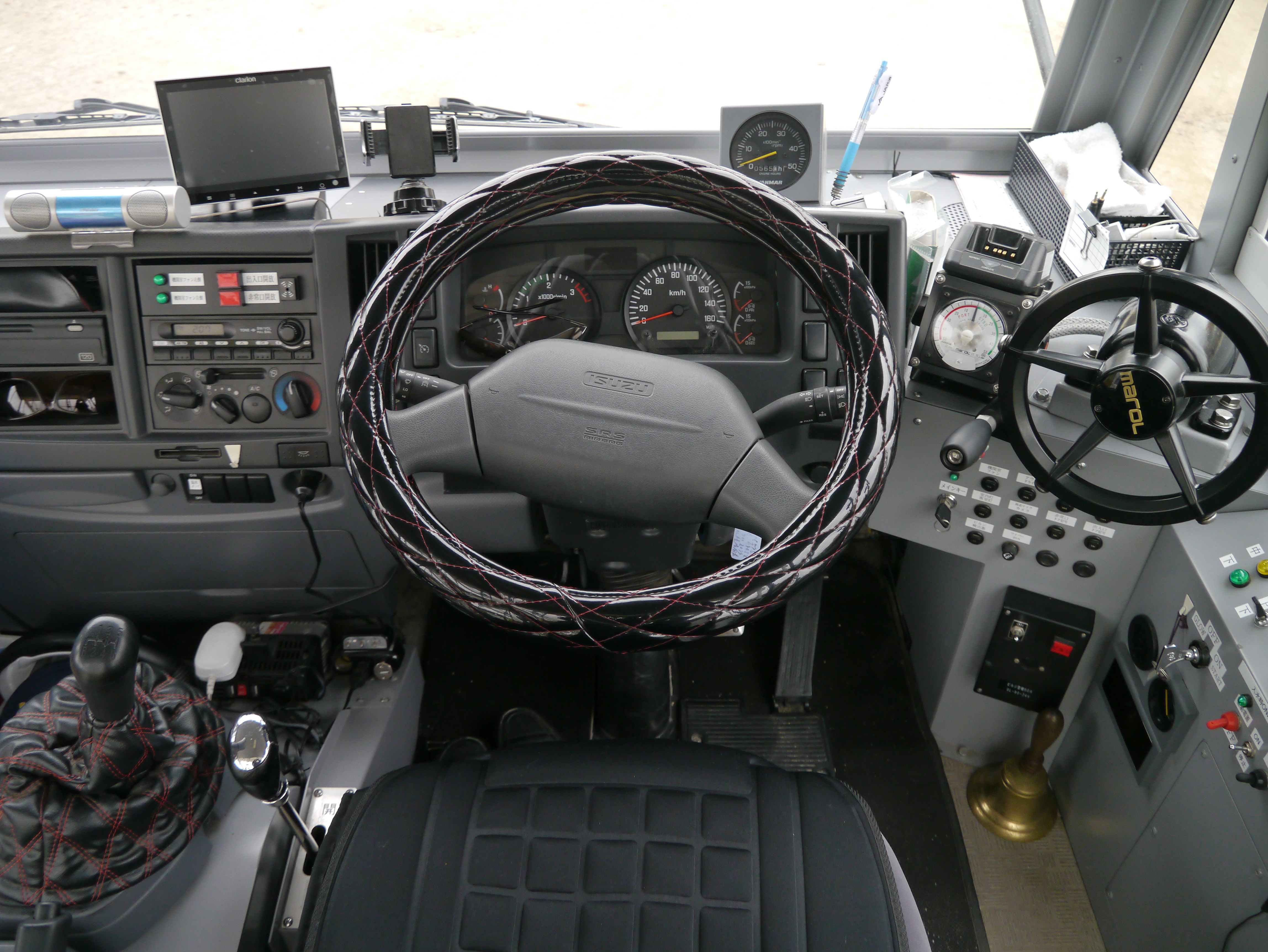
LEGEND零FOUR号の運転席
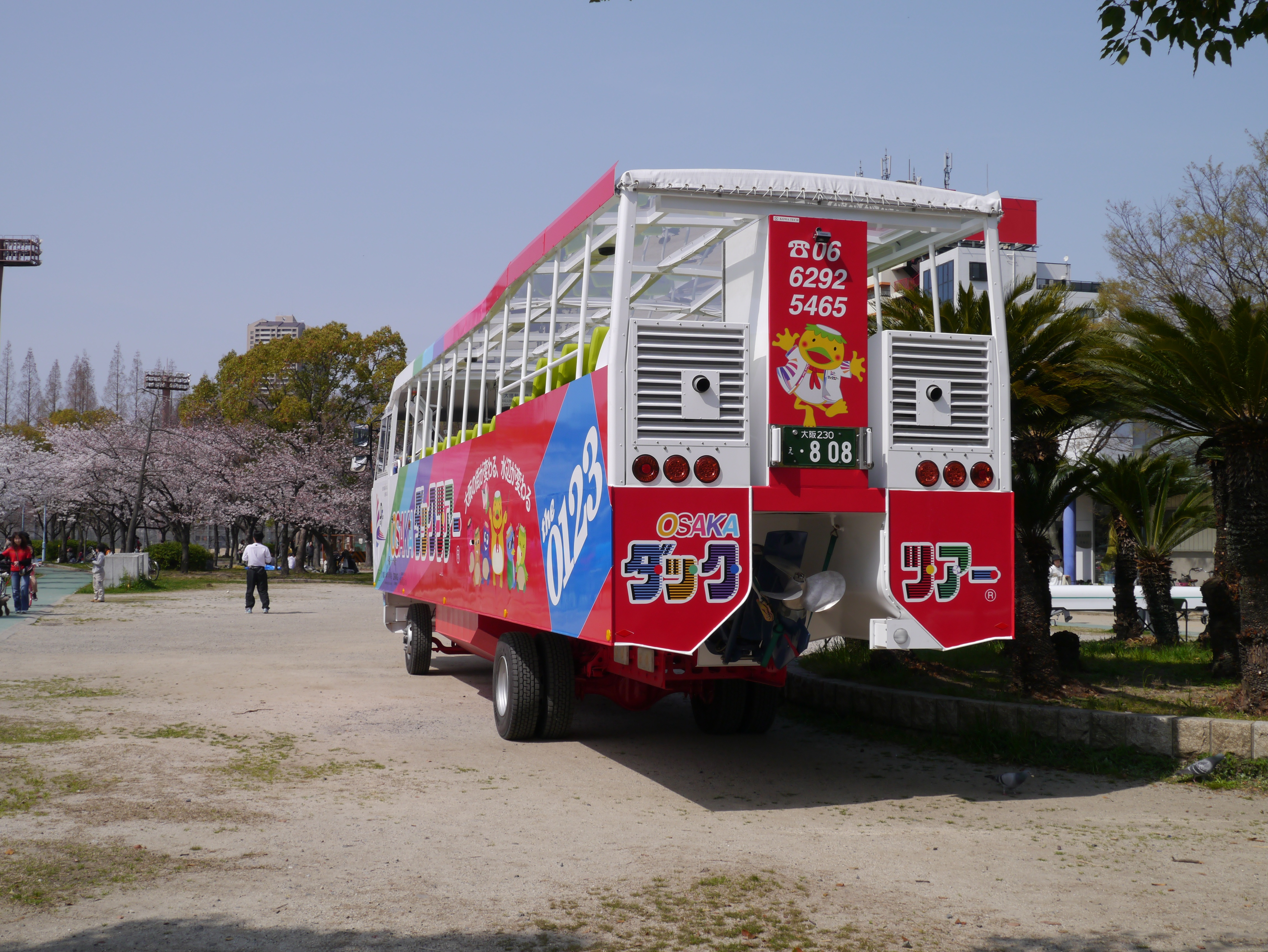
LEGEND零FOUR号の後面
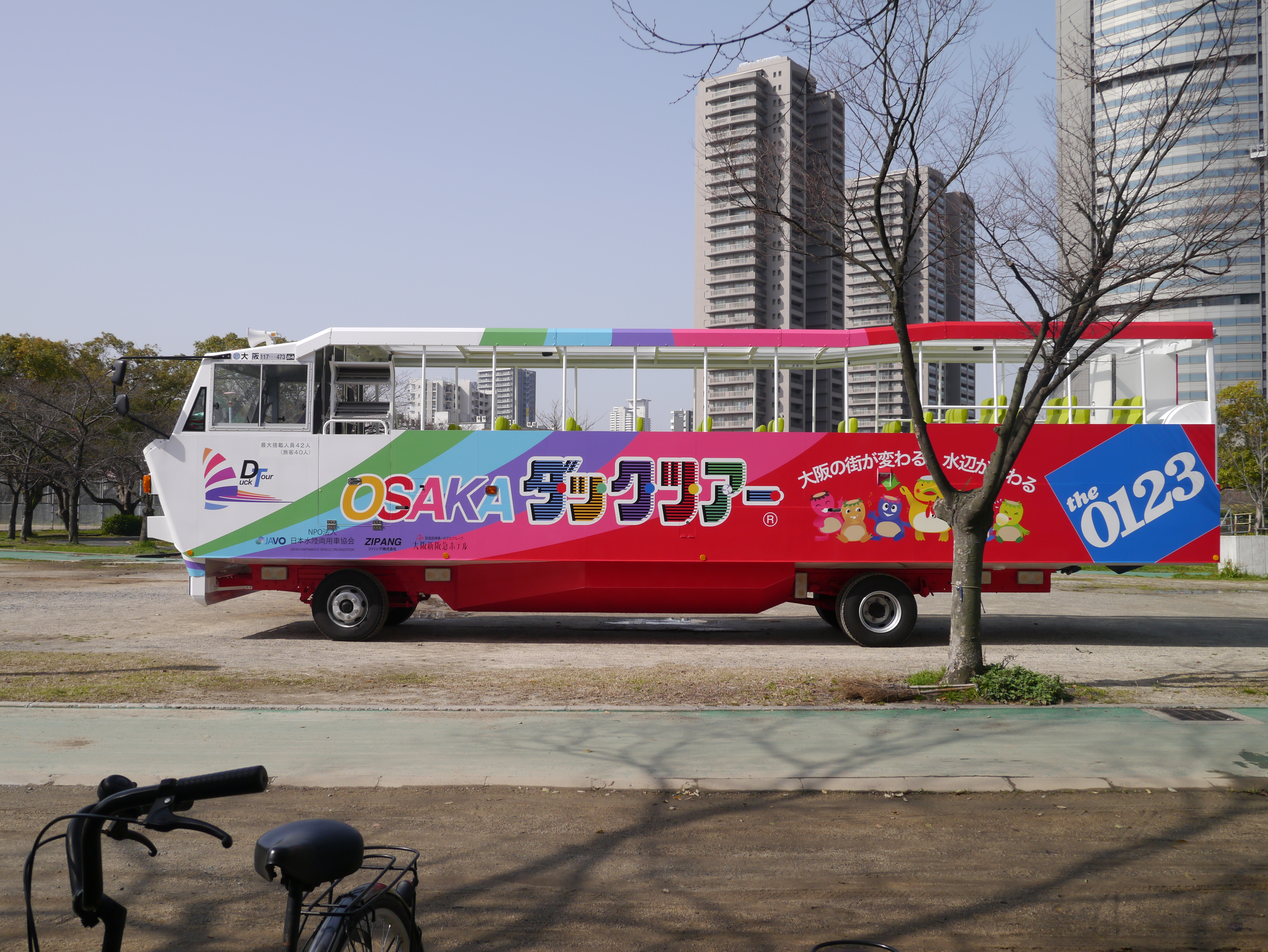
LEGEND零FOUR号の左側
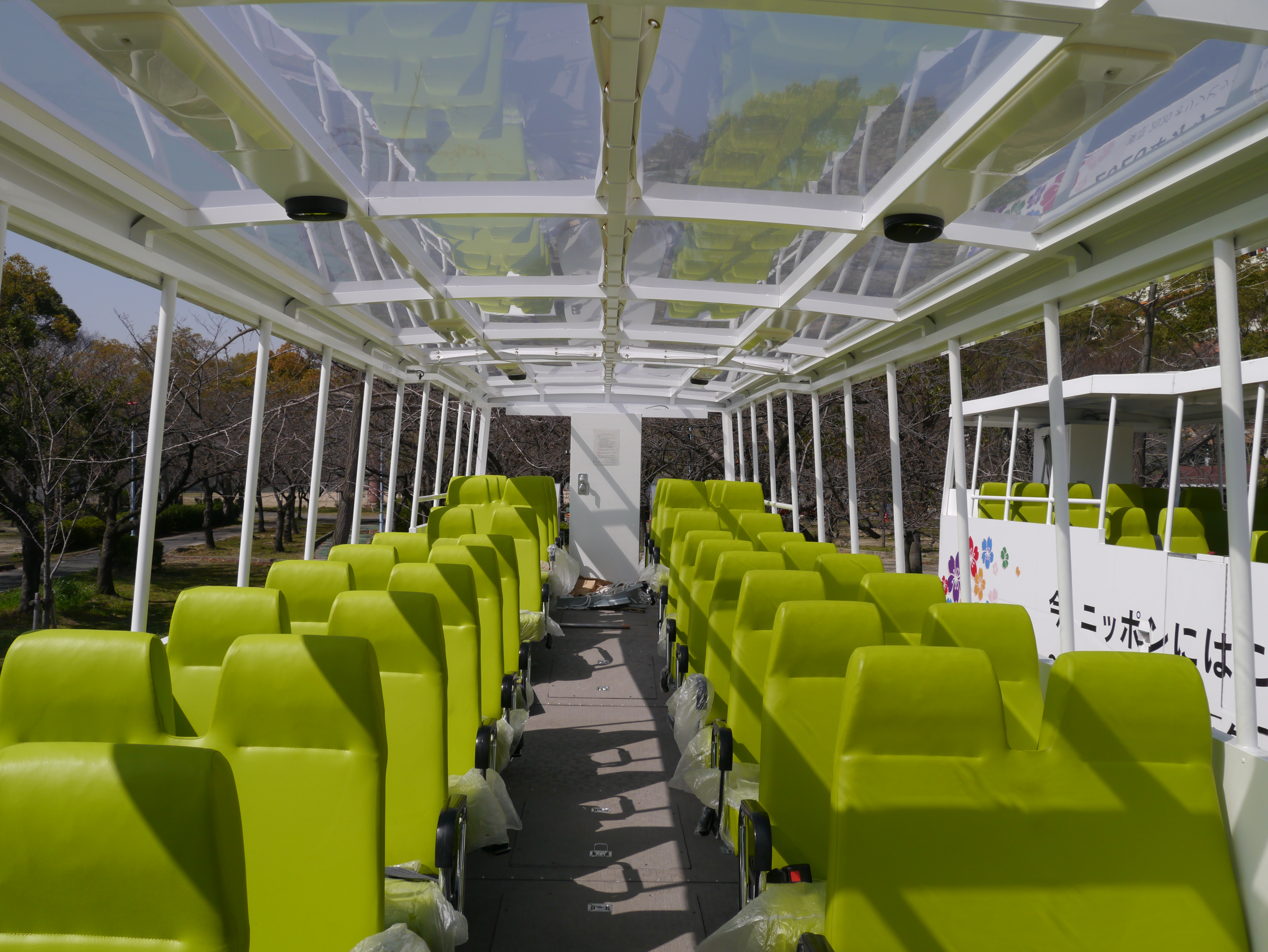
LEGEND零FOUR号の車内

### LEGEND零FIVE号
概要
LEGEND零FIVE号参照

### GAIYA-SP号
概要
2011年4月に竣工した20人乗りの中型水陸両用観光バス。デザインはダックツアーの社員の意見をもとにデザインされた。三菱ふそうトラック・バスの中型トラック「ファイター」を国内で改造したバス。全長9.5m、全幅2.4m、全高3.58mで、乗車定員は22人。陸上用1台と水上用2台のエンジンを搭載し、水上用のエンジンはスズキの船内機を使用している。最高速度は陸上が110km/hで、水上は5ノット。

## グループ企業
ジャパンダック株式会社
水陸両用バスのチャレンジャー号、LEGEND零ONE号、LEGEND零TWO号、LEGEND零THREE号、GAIA-SP号を所有し、リース業を営んでいる会社。
日本水陸株式会社
水陸両用観光タクシーのがいあ号、がいあII号を所有し、水陸両用車卸業を営んでいる会社。